# Castello di Torrechiara
Das Castello di Torrechiara ist eine restaurierte Höhenburg aus dem 15. Jahrhundert, die gleichzeitig mittelalterliche Teile und Teile aus der Renaissance enthält. Sie liegt auf dem Gipfel eines felsigen Hügels über dem Eingang zum Parmatal neben der kleinen Siedlung Torrechiara, einem Ortsteil von Langhirano in der italienischen Region Emilia-Romagna.
Die mächtige Verteidigungsanlage und zugleich das elegante Liebesnest für den Bauherrn Pier Maria II. de’ Rossi und seine Geliebte Bianca Pellegrini gilt als eine der bemerkenswertesten, dramatischsten und besterhaltenen Burgen in Italien. Seit 1911 gilt sie als italienisches Nationaldenkmal und ist Teil des Kreises der Associazione dei Castelli del Ducato di Parma, Piacenza e Pontremoli.
Seit Dezember 2014 verwaltet sie das Kulturministerium im Rahmen des regionalen Museumsverbundes der Emilia-Romagna.

## Geschichte

### Die ursprüngliche Burg
Die ursprüngliche Festung „Torchiara“ wurde im Mittelalter erbaut. Das erste Zeugnis ihrer Existenz stammt von 1259, als der Podestat von Parma über ihren Abriss nachdachte, da sie mehrmals von Rebellen als Zuflucht und Ausgangspunkt für Angriffe auf die Stadt genutzt wurde.
Einige Jahre später ließ die Familie Scorza in den Ruinen ein Festes Haus errichten, das 1293 auf Geheiß des Podestaten Marco Giustiniani angegriffen und zerstört wurde, um eine Beleidigung zu rächen, die Egidiolo Scorza dem Sohn eines gewissen Carretto zugefügt hatte. 1297 verfügte die Stadt Parma, dass dort keine Verteidigungsanlage mehr aufgebaut werden dürfte.
Dennoch empfing 1308 Gilio Scorza in Torrechiara die Lupis und die Rossis, die auf Veranlassung von Giberto III. da Correggio aus Parma verjagt worden waren. Er ließ die Burg wieder aufbauen und die Rebellen machten sie zu ihrer Operationsbasis für die Einnahme der Festung von Giarola, die zum Kloster des Heiligen Paulus in Parma gehörte. Giberto III. reagierte sofort. Zuerst griff er die Burg von Giarola an und zerstörte sie, danach zog er zum Castello di Torrechiara, das er unter Belagerung nahm, und schließlich erreichte er eine Übereinkunft mit Rolandino Scorza, dem Sohn von Giglio. 1313 verbündeten sich Cabrietto Scorza, der Bruder von Rolandino, und Guglielmo de’ Rossi, griffen die Festung von Torrechiara an und zerstörten sie.

### Die Burg der Rossis

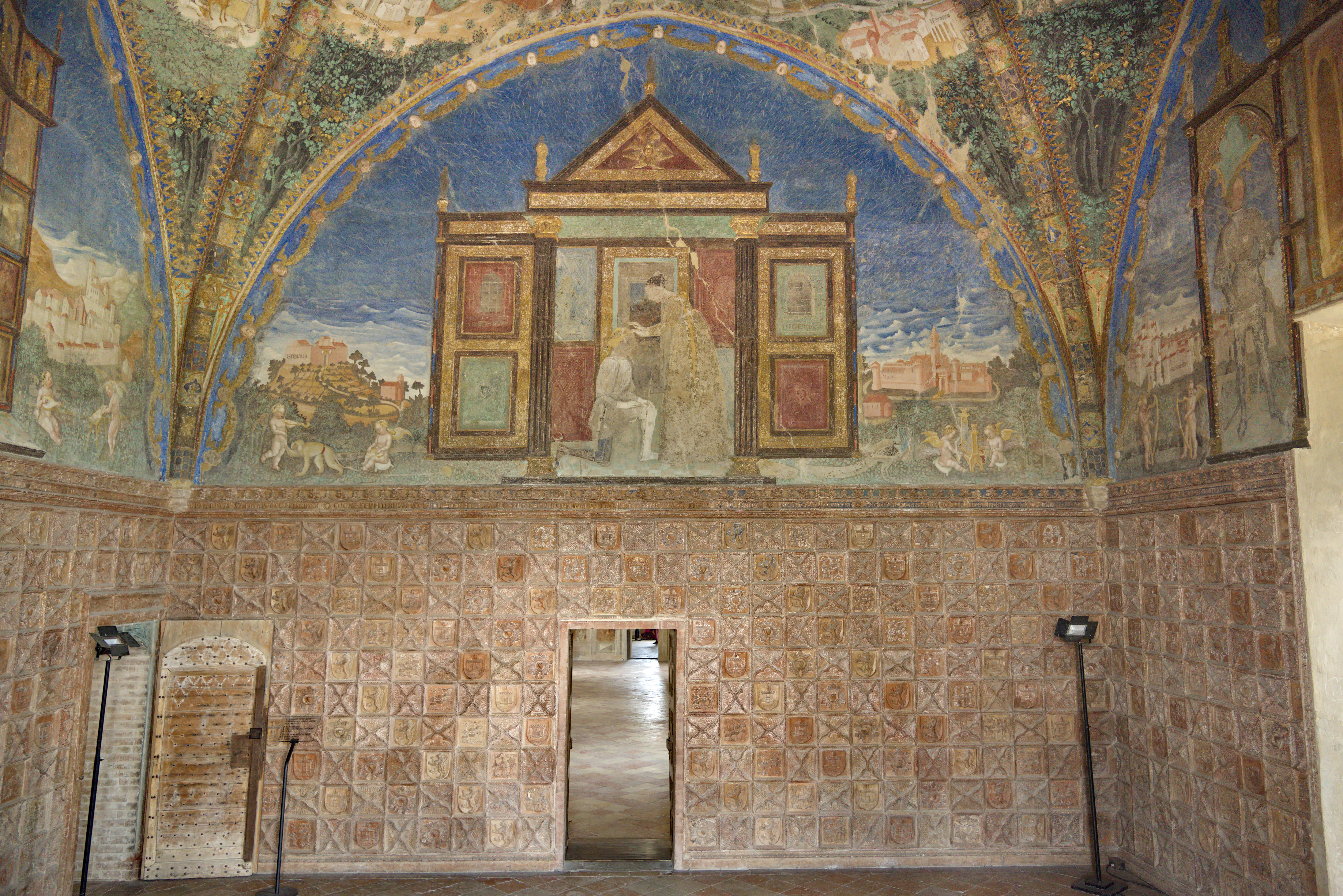
Pier Maria II de' Rossi und Bianca Pellegrini, abgebildet von Benedetto Bembo in der Lünette der Camera d’Oro

Im Mai 1448 ließ Pier Maria II. de’ Rossi mit dem Bau der großen Burg beginnen, die in den Ruinen der alten Festung entstand, wobei er sich persönlich in die Konstruktion der Verteidigungsanlage einbrachte. Dank ihrer außergewöhnlich guten Sichtbarkeit von der gesamten Talschaft aus muss die neue, potente Festung als Teil des ehrgeizigen, territorialen Umstrukturierungsprojektes der Herrschaftsgebiete der Rossis, die sich über etwa ein Fünftel der gesamten Provinz Parma erstreckten, die herausragende Rolle der Familie in der Gegend demonstriert haben. Die dramatische Burg von dank des dreifachen Mauerrings und der vier massiven Ecktürme entschiedenem Verteidigungscharakter entstand auch als elegante, abgeschiedene Wohnstatt, wo der Graf seine Geliebte Bianca Pellegrini aus Arluno treffen konnte. Daher wandte sich Pier Maria II. an die bedeutendsten Künstler der Gegend zur Dekoration der Innenräume, darunter auch Benedetto Bembo, der die Camera d’Oro mit Fresken in gotischem Stil versah. Die Bauarbeiten wurden 1460 abgeschlossen.
1464 vermachte der Graf die Burg testamentarisch Ottaviano, der, obwohl er formal der Sohn von Bianca und ihrem Gatten Melchiorre Arluno war, tatsächlich sehr wahrscheinlich eher der uneheliche Sohn von Pier Maria II. war. Aber Ottaviano starb vor dem Grafen, also erhielt die Güter, die er hätte bekommen sollen, der Haupterbe Guido.

Wappen der Rossis.

Der katastrophale Krieg der Rossis, der Anfang 1482 begann, durchkreuzte die Pläne von Pier Maria II., der am 1. September desselben Jahres im Castello di Torrechiara verstarb. Nach der Erbteilung fiel die Festung an Guido, aber er konnte sie nur wenige Monate behalten: Nach dem Castello di Felino ergab sich auch das Castello di Torrechiara, das Gian Giacomo Trivulzio im Mai 1483 unter Belagerung gestellt hatte, den mailändischen Truppen, sobald die Nachricht von der Flucht Rossis eintraf, zuerst nach Genua und dann nach Venedig. Die bedeutendsten Burgen der Rossis in Felino, Torrechiara und San Secondo wurden an einen minderjährigen Sohn von Ludovico il Moro verlehnt; dieser verwaltete sie für seinen Sohn. Das Kind starb wenige Jahre später.
Nach der Eroberung durch des Herzogtums Mailand  durch Frankreich 1499 wechselte das Castello di Torrechiara mehrmals seinen Besitzer. König Ludwig XII. investierte Troilo I. de’ Rossi, den Sohn von Giovanni de’ Rossi, in die Burgen von San Secondo, Felino und Torrechiara, aber der Graf konnte nur erstere in Besitz nehmen. Sein Vetter Filippo Maria de’ Rossi, der Sohn von Guido, konnte in der Tat auf die Unterstützung einiger Bewohner der beiden anderen Lehen zählen, die sich der Übernahme durch Troilo widersetzten. Aus diesem Grunde begab sich Gian Giacomo Trivulzio im September nach Felino und Torrechiara und befahl als königlicher Leutnant den Bewohnern, die Burgen an den rechtmäßigen Besitzer zu übergeben. Aber im Oktober verlehnte der König trotz der Proteste Troilos Torrechiara und Felino an Marschall Pietro II. di Rohan Gié. Im Jahr darauf nahm Filippo Maria, der verbündete der Venezianer und von Ludovico il Moro, mit Leichtigkeit die beiden Burgen ein, als sich letzterer wieder in den Besitz von Mailand brachte, und profitierte von der Abwesenheit des Marschalls. Die spätere Rückkehr der Franzosen drängte Filippo Maria zur Flucht nach Mantua. Ludwig XII. verlehnte die Burgen von Felino und Torrechiara erneut an Pietro II. di Rohan Gié, der sie 1502 für 15.000 Scudi an den Markgrafen Galeazzo Pallavicino aus Busseto verkaufte.
1512 plante Filippo Maria, die Burgen von Felino, Torrechiara und Basilicanova zurückzuerobern, war aber gezwungen, diesen Plan aufzugeben, und 1522 verzichtete er endgültig auf alle Ansprüche.

### Von den Sforzas di Santa Fiora zur staatlichen Liegenschaft

Wappen der Sforzas di Santa Fiora

1545 stimmte die Gräfin von Santa Fiora, Costanza Farnese, der Heirat zwischen ihrem Sohn Sforza I. Sforza und der Markgräfin Luisa Pallavicino zu; zur Mitgift letzterer zählten unter anderem auch die Lehen von Torrechiara und Felino.
1551, im Krieg um Parma, in dem der Herzog von Parma, Ottavio Farnese, unterstützt vom König von Frankreich, Heinrich II., und der Papst Julius III. gegenüberstanden, ausgelöst durch den Gouverneur von Mailand, Ferrante I. Gonzaga, der mit dem Kaiser des Heiligen Römischen Reiches, Karl V., verbündet war, eroberte Gonzaga die beiden Burgen der Sforzas und schlug sein Lager in der Nähe von Badia di Santa Maria della Neve auf. Wenig später griffen die herzoglichen Truppen von Ottavio, dem Vetter Sforzas, das Castello di Torrechiara erfolgreich an, das vom kaiserlichen Kapitän Ascanio Comneno belegt war.

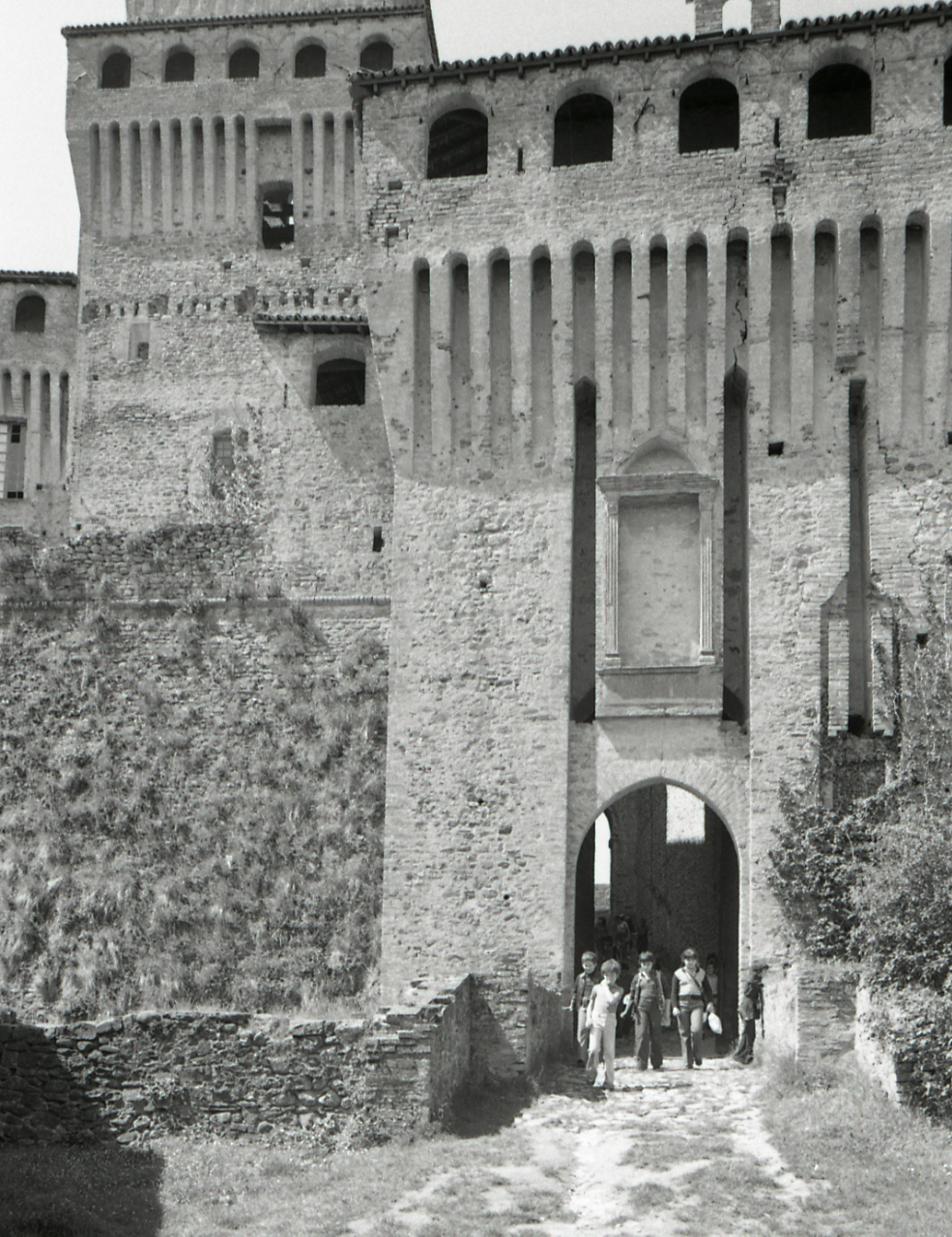
Ravellinturm 1976 (Foto von Paolo Monti)

In den folgenden Jahren ließ Sforza I. Sforza einige Umbauten an der Burg durchführen, um den Wohncharakter der Festung hervorzuheben: Er ließ die beiden großen Panoramaloggien zum Parmatal hin bauen, die Umfassungsmauer der Siedlung stutzen und den dritten Mauerring der Festung abreißen, wobei die Bollwerke in Obsthaine und hängende Gärten umgestaltet wurden. Der Graf und vor allen Dingen sein Sohn Francesco beauftragten darüber hinaus einige bedeutende Künstler, darunter Cesare Baglioni, mit der Freskendekoration der Innenräume.
1707 erbte der Vetter Federico III. Sforza, der Herzog von Onano, der ab 1673 seinen Nachnamen mit dem seiner Gattin Livia Cesarini verbunden hatte, den Titel des Grafen von Santa Fiora; er war der Gründungsvater der Familie Sforza Cesarini.

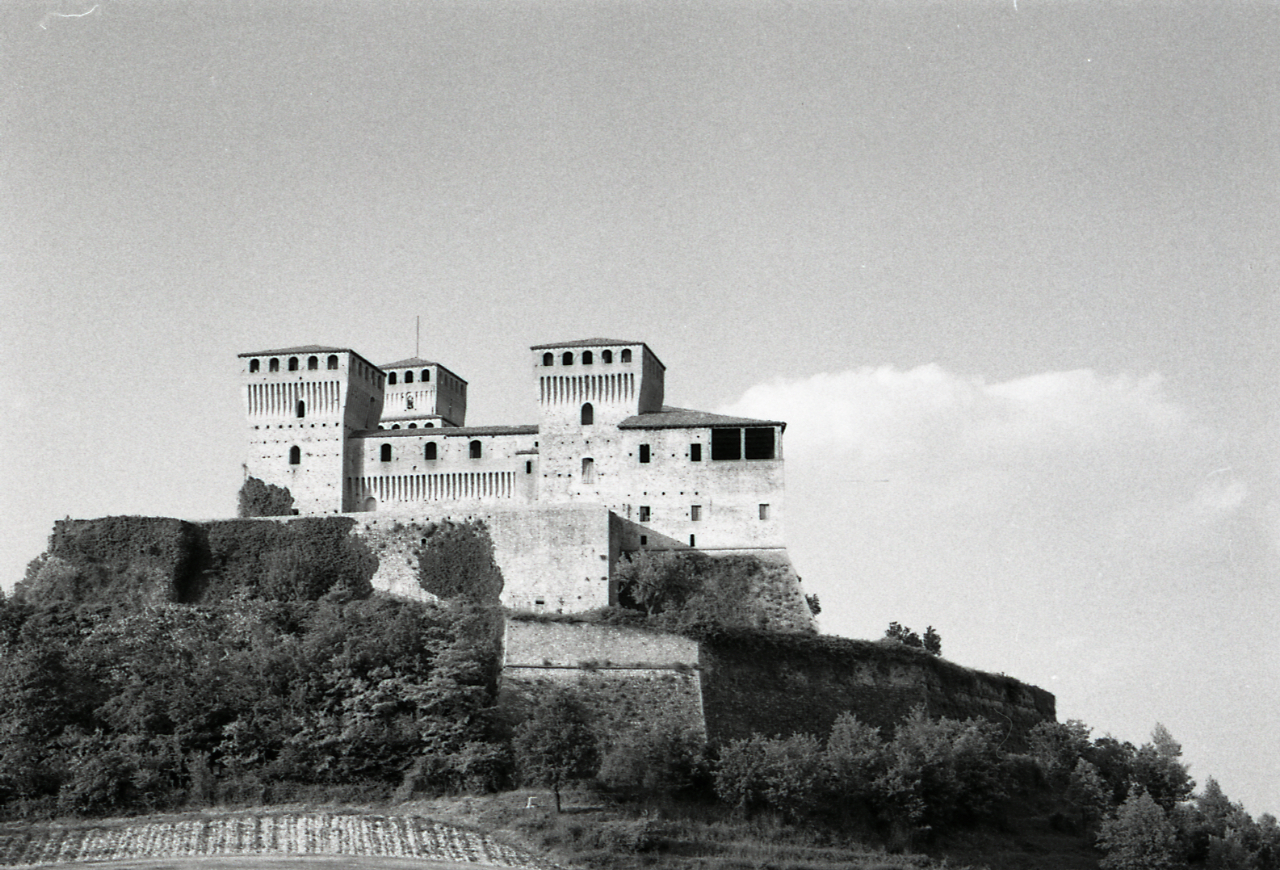
Die Burg von Süden 1976. (Foto von Paolo Monti)

1821 heiratete der Herzog Marino Torlonia die Prinzessin Anna Sforza Cesarini, die das Castello di Torrechiara als Mitgift in die Ehe mitbrachte.
1909 verkauften die Herzöge die Burg an Pietro Cacciaguerra, der sämtliche Möbel ausräumen ließ. 1911 wurde die Burg zum Nationalmonument erklärt und im folgenden Jahr kaufte die Liegenschaftsverwaltung des Königreichs Italien die leere Burg und machte sie für die Öffentlichkeit zugänglich.
Das Erdbeben vom 23. Dezember 2008 verursachte zahlreiche Schäden an der Burg, insbesondere an der Außenmauer des Torre di San Nicomede und an den Zinnen. Einige Räume wurden sofort geschlossen und 2009 leitete man strukturelle Reparaturarbeiten an dem Gebäude ein. Später wurde das Oratorio di San Nicomede im Erdgeschoss umgebaut, wo man den Dachboden rekonstruierte, der Anfang des 19. Jahrhunderts eingestürzt war. Im ersten Obergeschoss schuf man wieder die original restaurierte Sala della Sera am Ende der Reihe der Säle der Morgenröte, des Mittags und der (Abend)vesper. Die Räume wurden 2014 wieder für Besucher geöffnet.

## Beschreibung

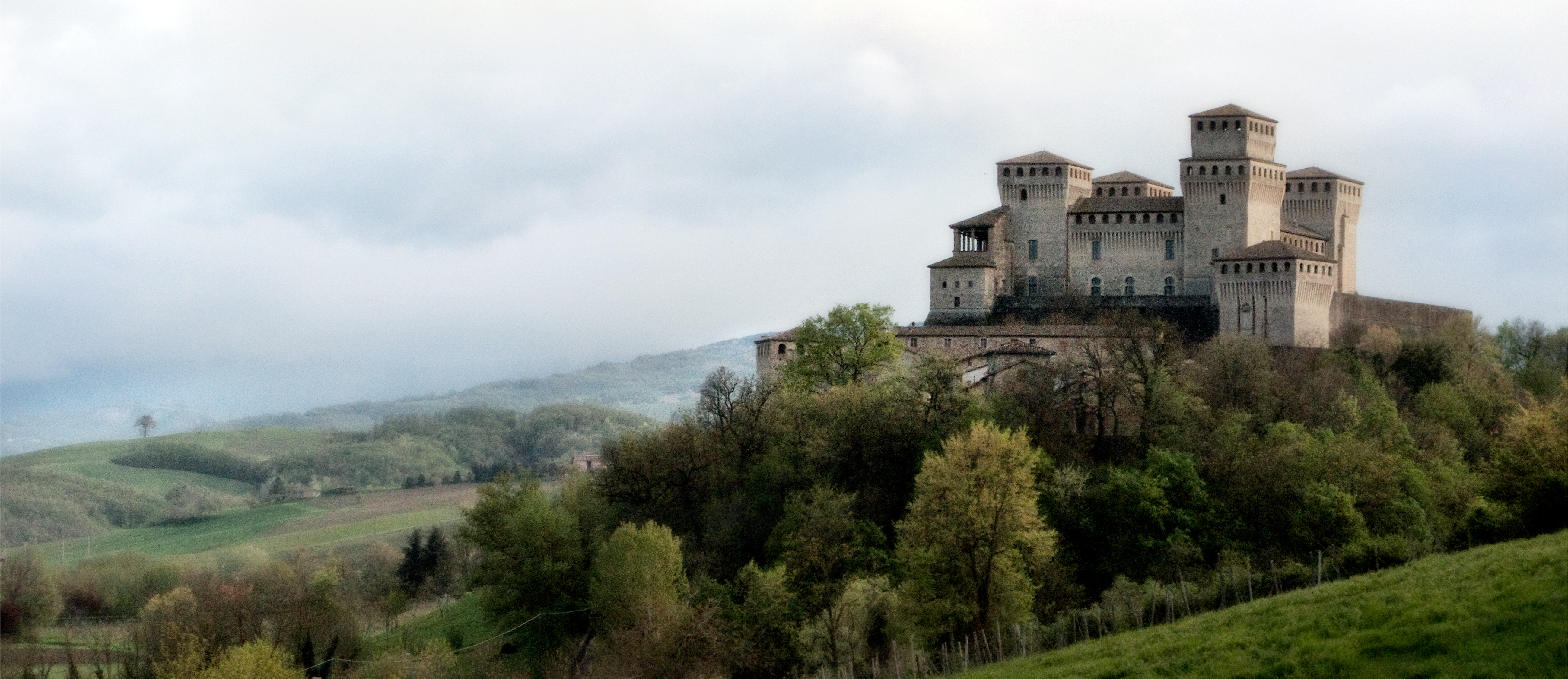
Die Burg von Norden

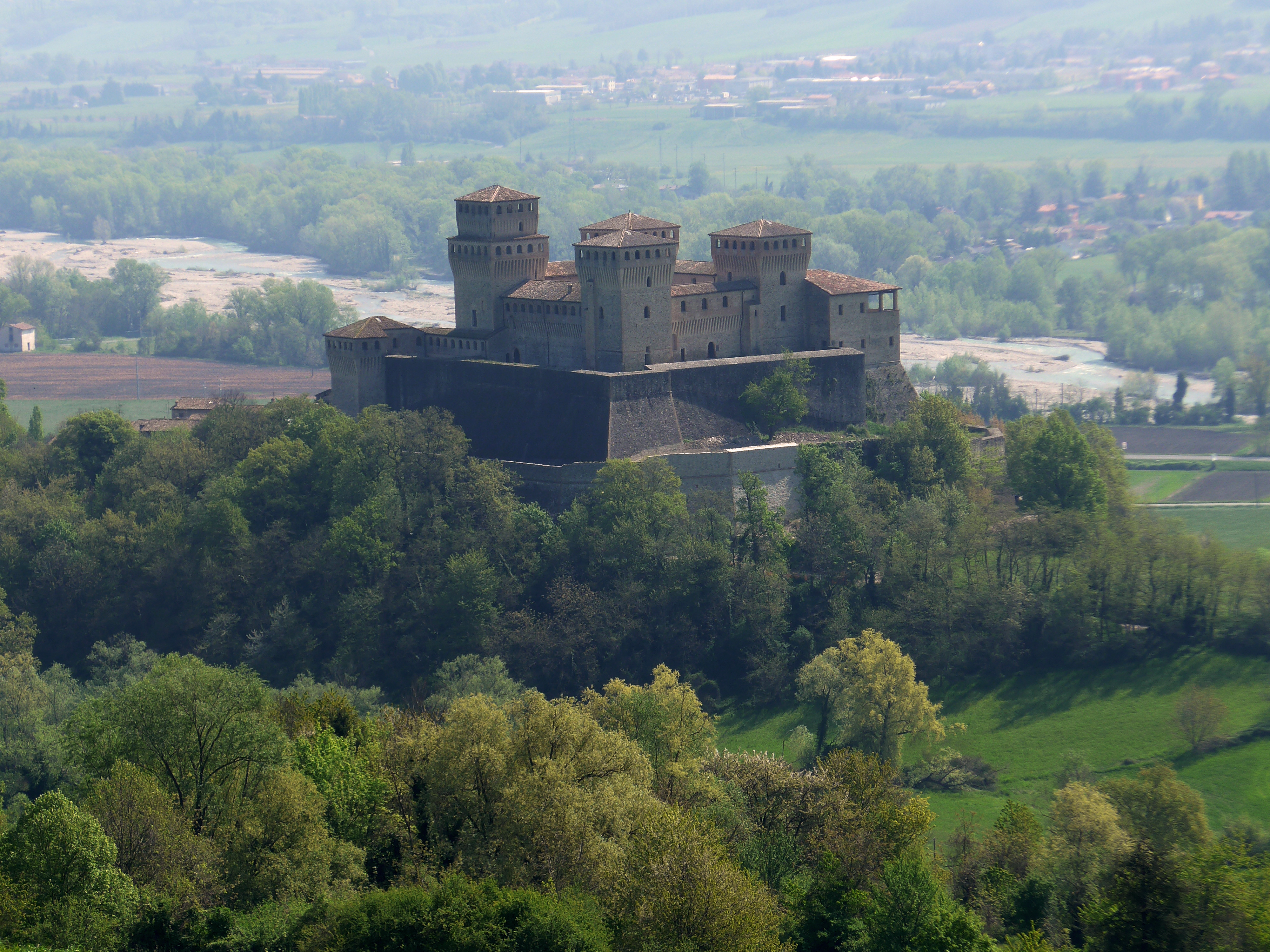
Die Burg von Südwesten

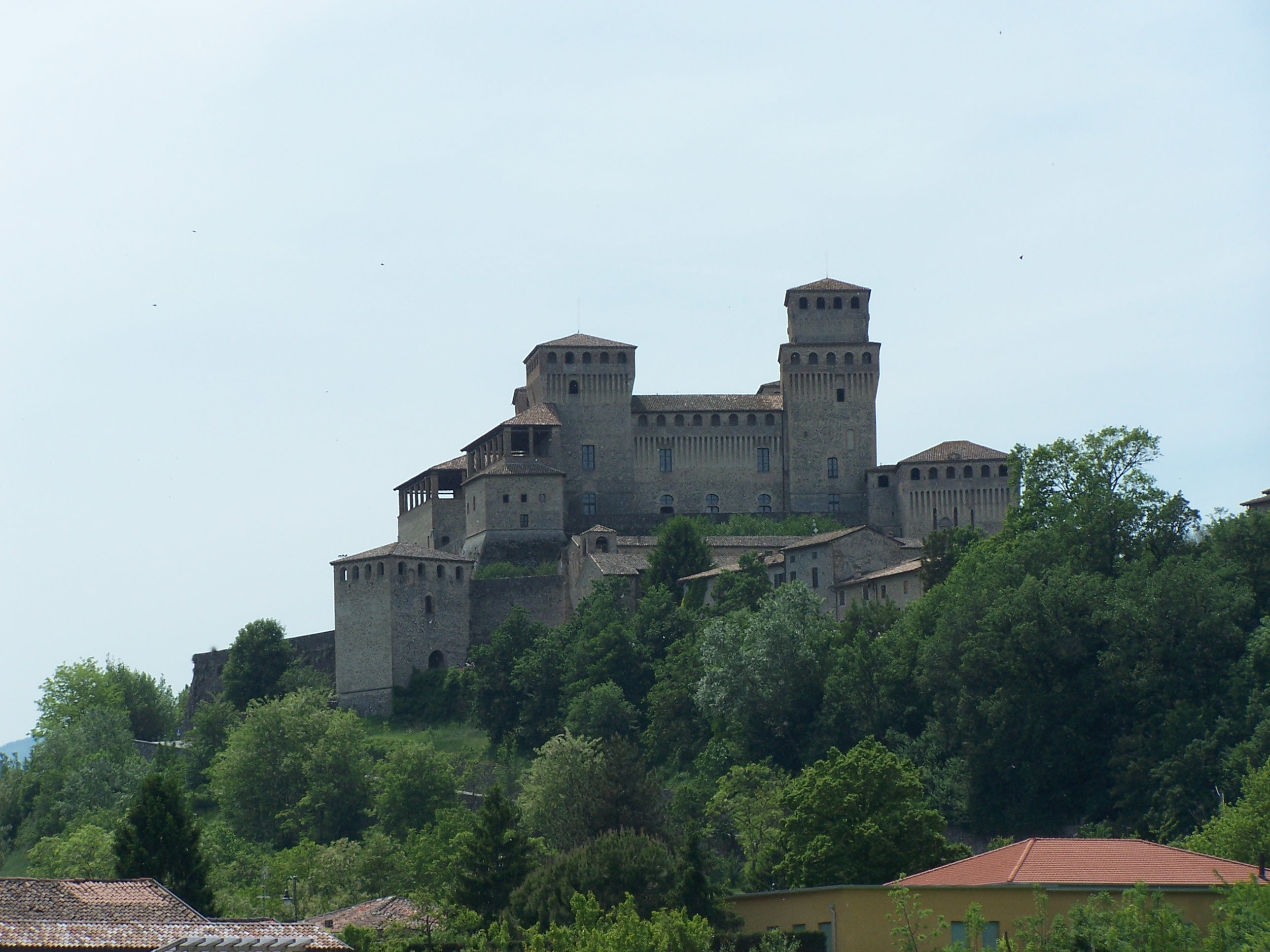
Die Burg von Nordosten

Die Burg erhebt sich auf 278 Metern Seehöhe auf dem Gipfel eines terrassierten Hügels, dessen östliche und südliche Flanke beim Bau der Burg aufgeschüttet wurden, um die Realisierung der Verteidigungsanlage zu ermöglichen.
Die potente Festung hat einen nahezu rechteckigen Grundriss und ist um einen Ehrenhof in der Mitte herum angeordnet; sie hat vier rechteckige Türme an den Ecken. Sie ist von einem dreifachen Mauerring aus Stein umgeben, der Ende des 16. Jahrhunderts abgeändert wurde: Der äußere Ring, der abgerissen wurde, umschloss den Hügel. Der mittlere Ring, der gestutzt wurde, umschließt die Siedlung, die sich im Norden der Burg erstreckt. Der innere Ring, der teilweise erhöht wurde, umgibt die Burg.
Das Gebäude ist darüber hinaus mit einem doppelten Burggraben umschlossen, der ursprünglich von zwei Zugbrücken überspannt wurde: Der äußere Graben, der heute nicht mehr existiert, erstreckte sich um die Siedlung. Der innere, den es heute noch gibt, umschließt den inneren Mauerring. Beide Gräben wurden von Pier Maria II. selbst als Trockengräben ausgelegt; er wollte so verhindern, dass jemand, der zur Burg heraufkommen wollte, die Möglichkeit gehabt hätte, sich im Wasser zu verstecken.
Die Burg, die aus Stein und an der Spitze der Türme aus Ziegeln erbaut wurde, erhebt sich über hohen Maueranschrägungen, die aus baulichen und insbesondere aus kriegsbedingten Gründen geschaffen wurden. Neben den drei Mauerringen, den beiden Gräben, den beiden Zugbrücken und den beiden Ravelins gab es ursprünglich zahlreiche, weitere Verteidigungsanlagen in der Festung, von denen heute noch Spuren zu sehen sind: Der kurvige Zugang der den Bogenschützen ausgesetzt war, die hölzernen Scheiben, mit denen die Zwischenräume zwischen den ghibellinischen Zinnen geschlossen wurden, die später überdacht wurden, der unterteilbare Wehrgang, die langen Konsolen, die um die Türme und die Fassaden aller Gebäude herum verlaufen, und der massive Bergfried mit aufgebautem Donjon.
Die Ostfassade unterscheidet sich von den anderen Fassaden durch zwei Vorbauten, die an den Türmen vorspringen und Ende des 16. Jahrhunderts durch Erhöhung der Bastionen des inneren Mauerrings entstanden sind. Darauf befinden sich zwei große Panoramaloggien zum Parmatal und zur Ebene hin.

### Eingang

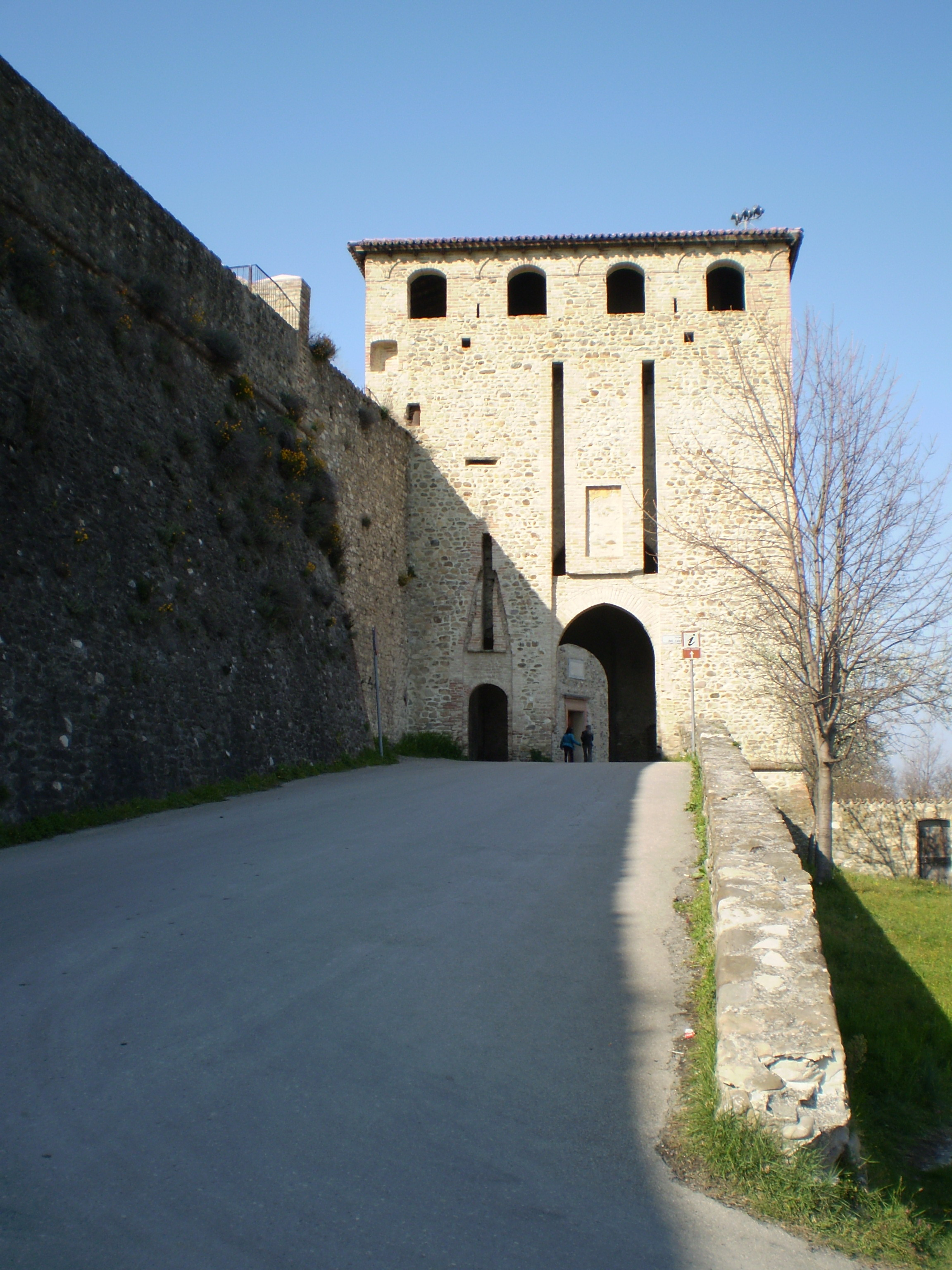
Eingangsravellin zur Siedlung

Der Zugang, der ursprünglich im Nordwesten, in der Nähe des Ravellinturms und des imposanten Löwenturms lag, wurde später nach Nordosten verlegt, ins Innere des langen Torgebäudes, das man über das weiter außen liegende Zugangsravellin der Siedlung erreicht.
Der massive Eingangsturm aus Stein, der den zweiten Mauerring angelehnt wurde, zeigt nach außen zwei verschiedene Tore: Ein kleineres mit Rundbogen war ursprünglich für die Fußgänger gedacht. Das breitere mit Spitzbogen diente als Durchgang für Wagen und Pferde. Von den beiden Zugbrücken sind nur noch die drei hohen Schlitze erhalten, in denen die Bolzen untergebracht waren. Am Umfang oben sind die Korbbogenöffnungen zwischen den alten Schwalbenschwanzzinnen angebracht, die mit einem Dach abgedeckt wurden.
Auf der Westseite des kleinen Lichthofes, an dem die Kirche San Lorenzo steht, erhebt sich das Nordosttor, das über eine steile, überdachte Rampe, die über ein Rundbogentor zugänglich ist, zum ersten Hof. Das lange Gebäude, das ursprünglich ein Turm war, ist durch Konsolen in der Mitte der schmalen Eingangsfassade gekennzeichnet, die oben abgeändert wurde, wo man immer noch an der Wandfläche die alten, ghibellinischen Zinnen erkennen kann.

### Türme

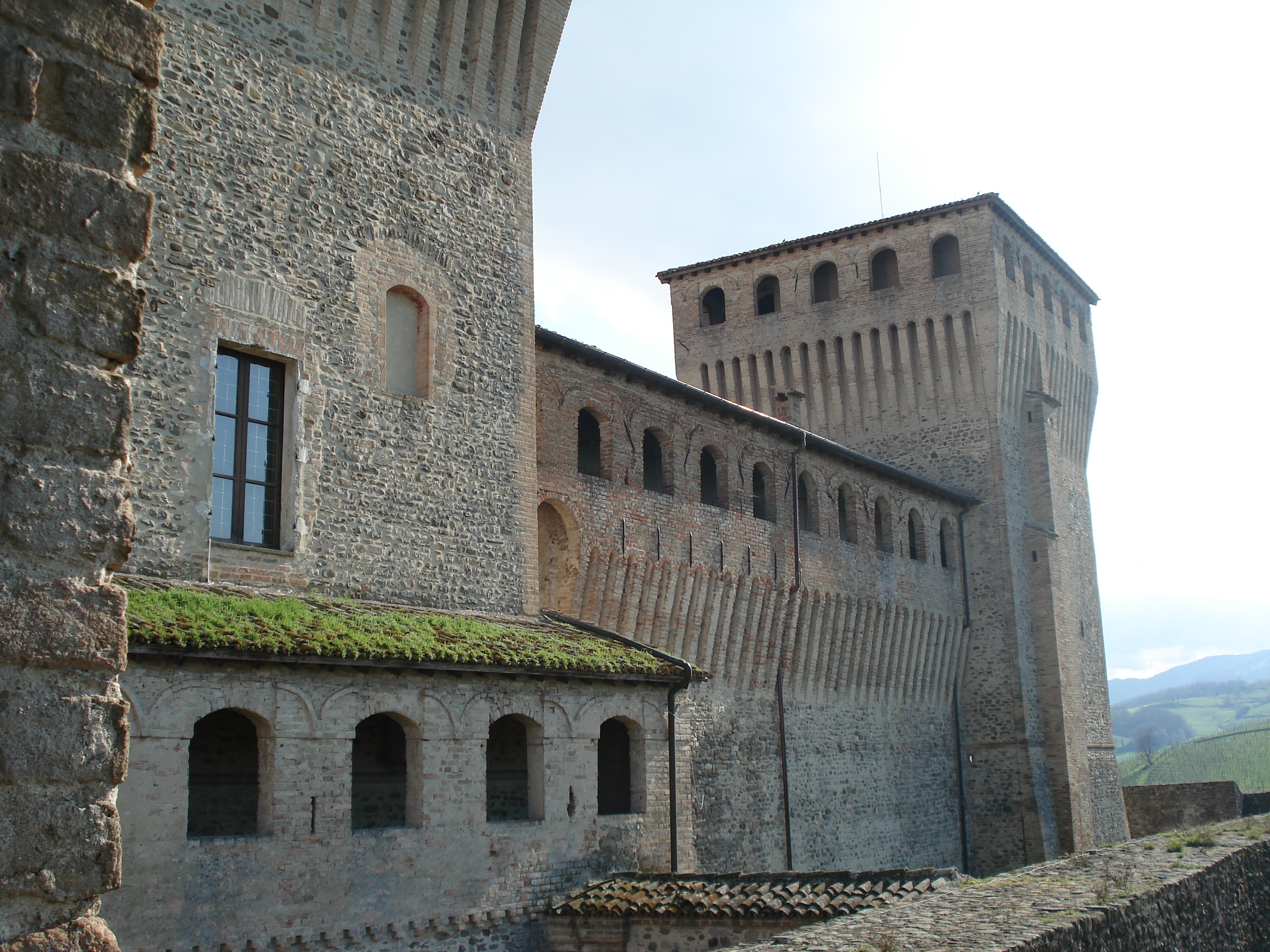
Westansicht des Lilienturms

Die Burg ist mit fünf massiven Türmen mit quadratischem Grundriss versehen, von denen vier an den Ecken des Ehrenhofes sitzen. Diese Gebäude sind alle im oberen Teil der Fassaden durch hohe Konsolen gekennzeichnet, die die Wehrgänge stützen, die rund herum mit ghibellinischen Zinnen abgeschlossen und mit Dächern gedeckt sind.

#### Ravelinturm

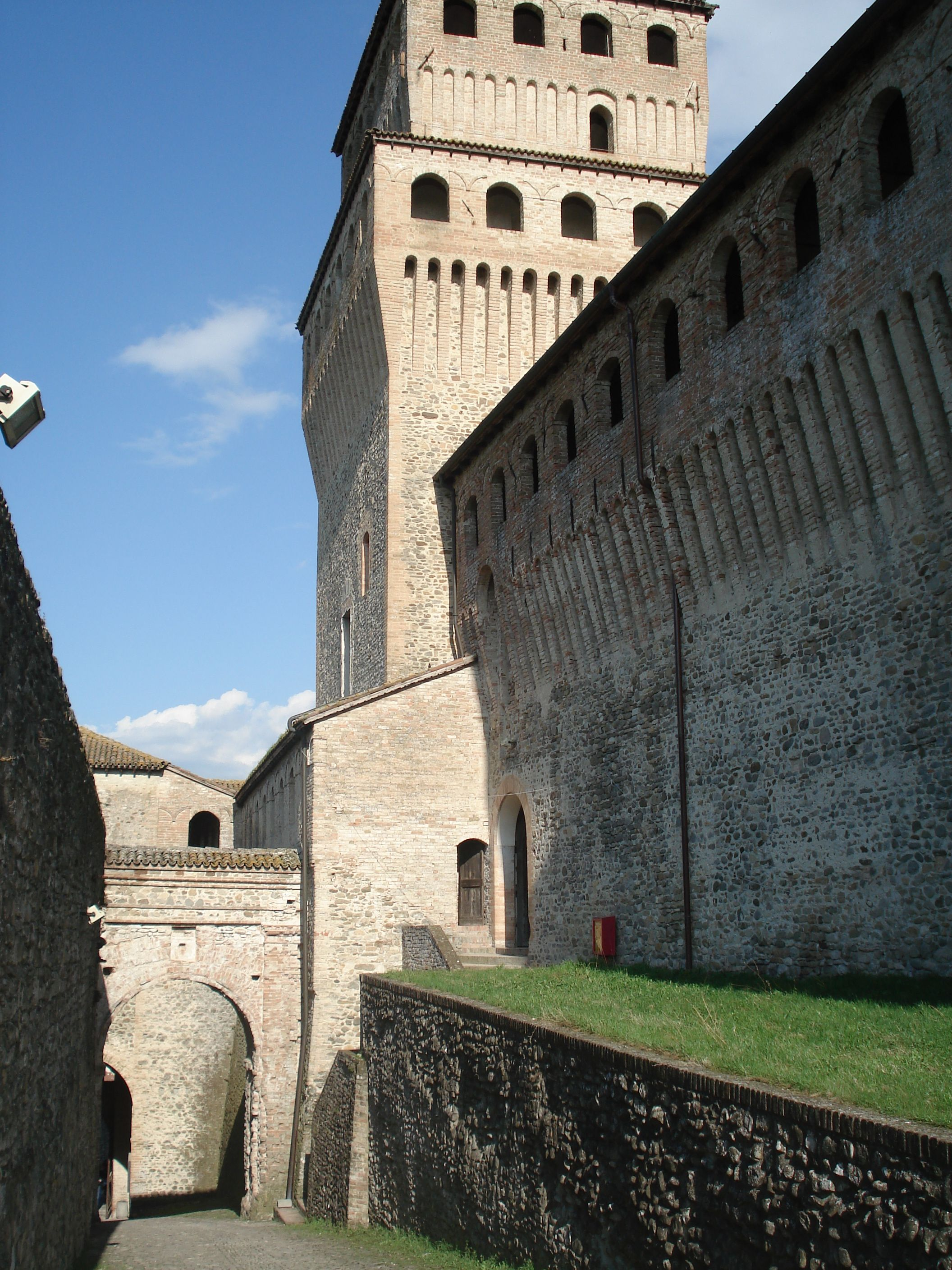
Die Eingangsrampe auf die Ebene der Burg, dominiert durch den Löwenturm

Der Ravelinturm, der als Eingang durch den inneren Mauerring fungiert, ist vom ersten Hof aus über eine steinerne Brücke erreichbar, die die alte, doppelte Zugbrücke ersetzte, von der heute nur noch die drei alten Schlitze erhalten sind, die die Bolzen aufnahmen. Dort öffnen sich zwei Tore, analog zu denen am äußeren Turm.
In die Fassade ist eine von Sandsteinlisenen begrenzte Nische eingelassen; erstere stützen das dreieckige Tympanon. Im Inneren der Nische befand sich ursprünglich eine Statue aus Carrara-Marmor, die Pier Maria II. de' Rossi darstellte und vermutlich schon im 16. Jahrhundert den Restaurierungsarbeiten an der Burg zum Opfer fiel. Heute kann man dort noch folgende Inschrift lesen, die sich auf den Grafen bezieht:

"Invocato il nome dela redemptrice / Di cuy pronome porto io pietro rosso / Fonday sta rocha altiera et felice / M. de magio quarantaocto era il corso C.C.C.C. / Et cum divino aiuto fu perfecta / Avanti chel sexanta fusse scorso.“

Im Inneren gelangt man direkt zur Verkaufsstelle für Eintrittskarten, wo eine steile, mit Steinen gepflasterte Rampe beginnt, die durch einen breiten Rundbogen, begrenzt durch Lisenen, zur Ebene der Burg führt und die gesamte Westfassade flankiert.
Im Obergeschoss gibt es einige kahle Räume mit offenen Kaminen, die ursprünglich für die Wachtruppen bestimmt waren. Ganz oben liegt der Wehrumgang, in dessen Bodenbelag sich die Abläufe öffnen, die mit Eisengittern abgedeckt sind.

#### Löwenturm

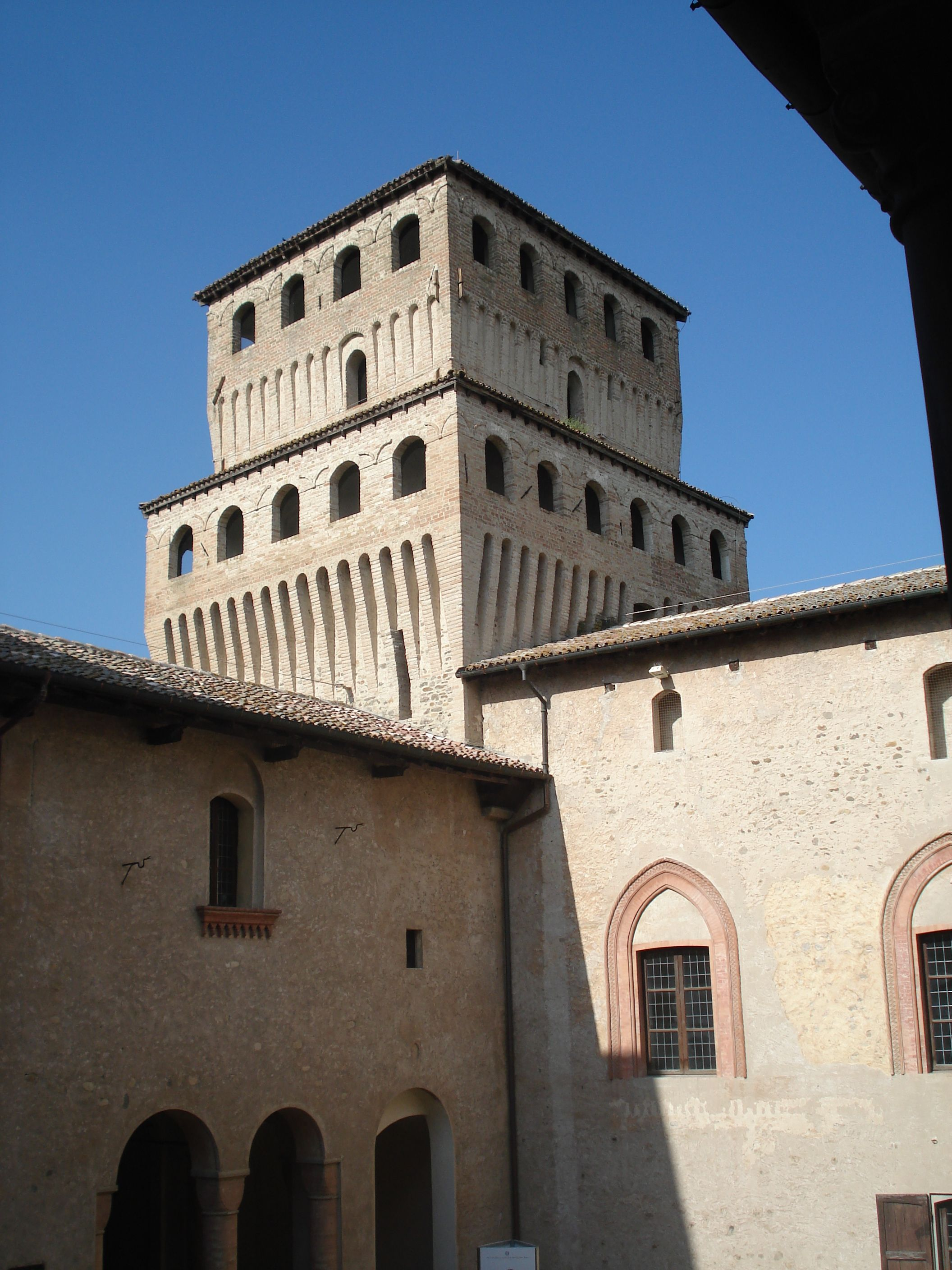
Löwenturm

Der Löwenturm, der höchste Turm der gesamten Burg, wurde als Bergfried in unmittelbarer Nähe des Ravellinturms geschaffen. Er erhebt sich an der Nordostecke des Ehrenhofes zum Rio delle Favole hin am ursprünglichen Eingang zur Burg.
Auf dem 40 Meter hoher Turm, der den drei anderen Türmen in der Höhe entspricht, erhebt sich der Donjon weitere 6 Meter; er hat ebenfalls ein Dach.
Der Turm hat seinen Namen vom Wappen der Rossis, das einen springenden Löwen zeigt.

#### Lilienturm

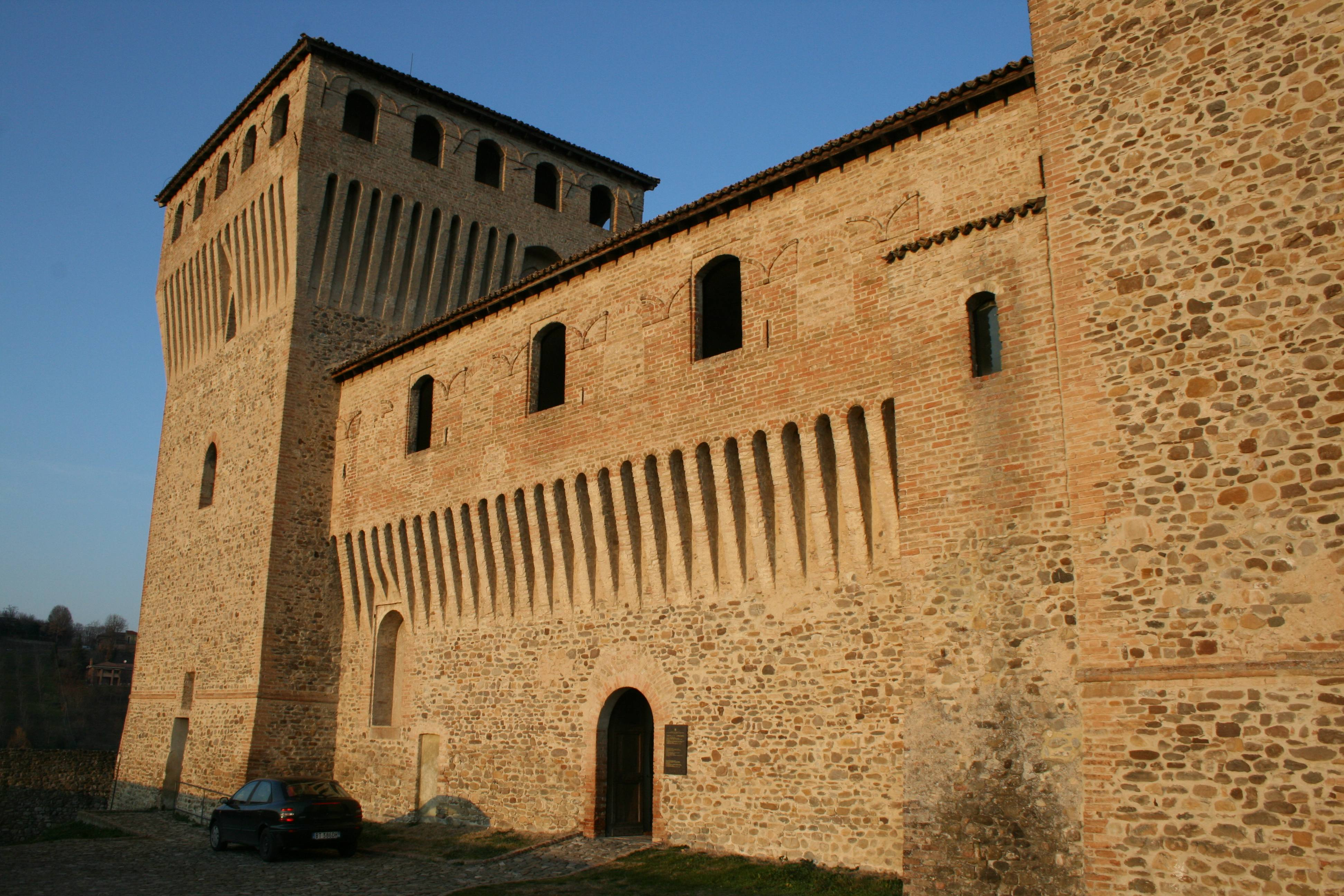
Lilienturm und Südfassade

Der Lilienturm, der an der Südwestecke der Burg steht, zeigt zum Tal des Rio delle Favole hin.
Er verdankt seinen Namen einem Wappen, auf dem zu Ehren von Bianca Pellegrini eine Lilie abgebildet ist.

#### Nikomedesturm
Der Turm, der an der Südostecke der Burg liegt, zeigt zum oberen Parmatal hin.
Er verdankt seinem Namen dem gleichnamigen Oratorium zu seinen Füßen.

#### Turm der Camera d'Oro
Der Turm an der Nordostecke der Burg zeigt zum Parmatal und zur Ebene hin.
Er verdankt seinen Namen dem wunderschönen, gleichnamigen Saal im ersten Obergeschoss des Gebäudes.

### Ehrenhof

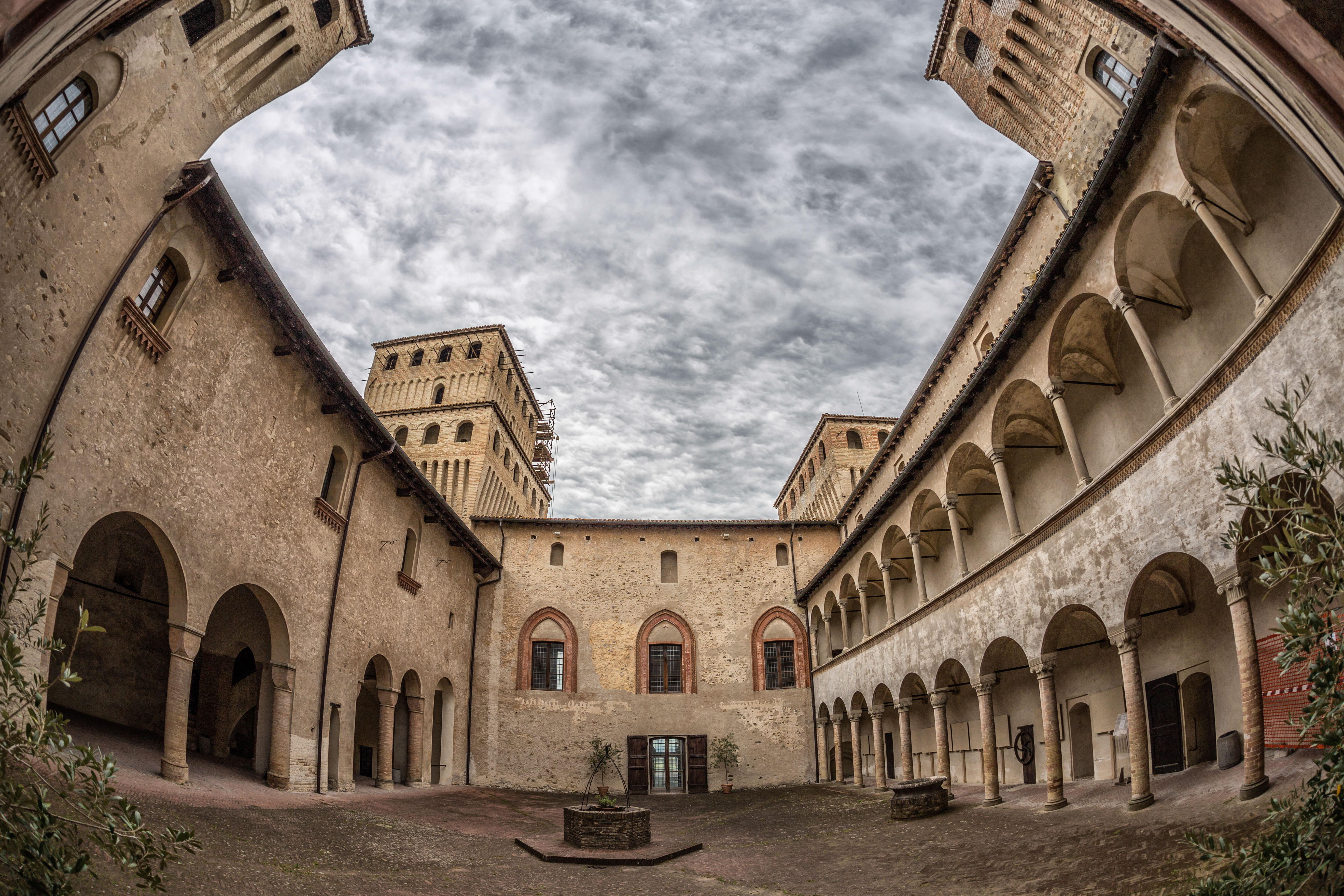
Ehrenhof

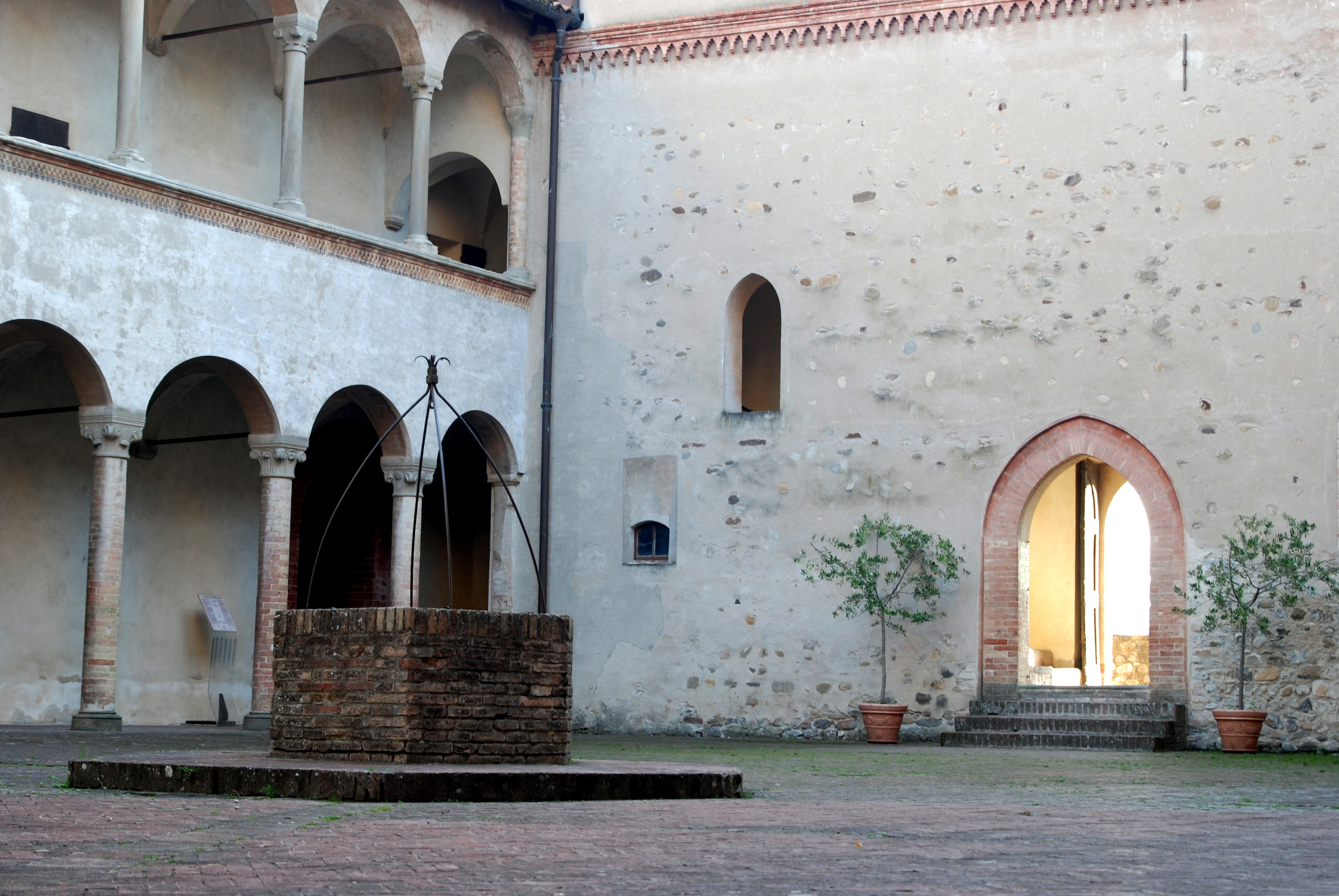
Ehrenhof

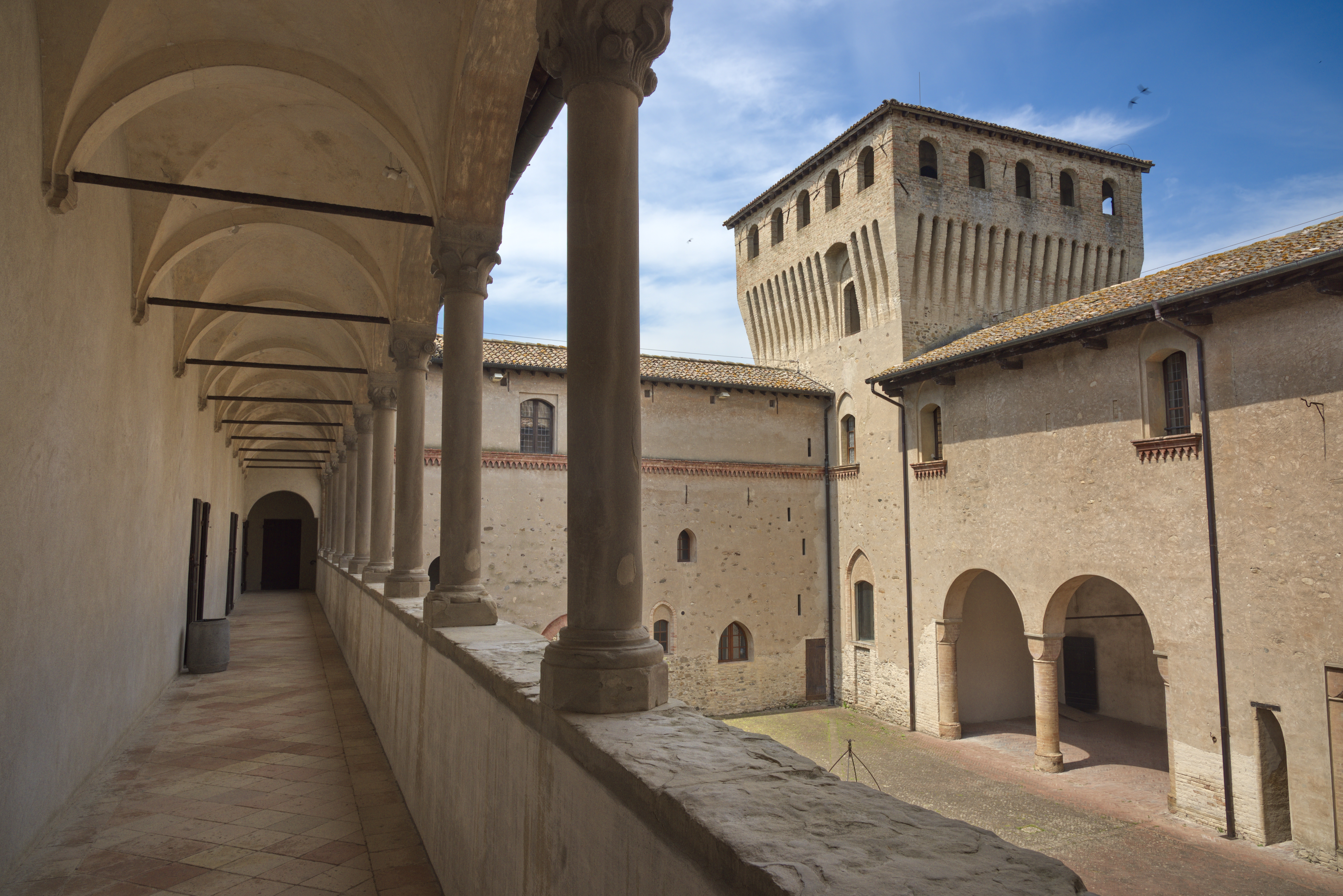
Ostloggia des Ehrenhofes

Die südliche Burgebene vermittelt durch ein Rundbogenportal in der Mitte der Südfassade der Burg den Zugang zum Ehrenhof.
Der freie Platz mit einer Fläche von 470 m² wird durch die großen Ecktürme dominiert. In der Mitte liegt ein 66 m tiefer Brunnen aus Mauerziegeln. Im Erdgeschoss auf der Westseite liegen zwei unterschiedliche Vorhallen.
Die große westliche Vorhalle mit Rundbögen unterschiedlicher Breite wird durch massive Säulen aus Mauerwerk gestützt, die von Kapitellen in der Form eingekerbter Würfel gekrönt sind. In ihrem Inneren liegt ein zweiter Brunnen, in dessen Nähe die Treppe eingefügt ist. Der Raum, der mit der Sinopia eines Freskos dekoriert ist, auf der „Jungfrau auf dem Thron mit Kind zwischen den Heiligen Rochus und Sebastian“ dargestellt ist und die Jacopo Loschi zugeschrieben wird, ist mit breiten Kreuzgewölben gedeckt.
Die elegante, östliche Vorhalle mit Rundbögen gleicher Breite wird durch dünne Säulen aus Mauerziegeln gestützt, die von Sandsteinkapitellen gekrönt werden, die mit unterschiedlichen Reliefen behauen sind, darunter die Initialen von Bianca Pellegrini und Pier Maria II. de‘ Rossi. Der Raum ist mit einer Kreuzgewölbedecke versehen. Im Südabschnitt liegt eine Treppe, die zur Loggia im ersten Obergeschoss führt, die sich zum Ehrenhof hin öffnet und Rundbögen wie die im darunter liegenden Geschoss besitzt.
Die Nordseite, gegenüber dem Eingang mit Spitzbogen, hat drei breite Spitzbogenfenster mit Terrakottarahmen, die mit verschlungenen Bogenmotiven dekoriert sind.

### Nikomedes-Oratorium
Der Gebetsraum, der nach dem Heiligen Nikomedes benannt ist, hat einen quadratischen Grundriss; der Eingang liegt im Südabschnitt der östlichen Vorhalle zu Füßen des gleichnamigen Turms.
In den Raum gelangt man durch ein Rundbogenportal, das durch ein massives Holzportal verschlossen werden kann, das mit alten Nägeln, verziert mit den Initialen der beiden Liebenden, versehen ist. Der Sage nach sollen sie unter dem Boden der Kapelle begraben sein.
Die Kapelle wurde 2014 oben durch einen flachen Boden mit bidirektionaler Struktur verschlossen, einer Simulation der Decke, die Anfang des 19. Jahrhunderts einstürzte.
Der kahle Raum enthält nur den gemauerten Altar, in dessen Nähe eine gotische Spitzbogennische liegt, die in Mauerziegeln gerahmt ist. Ursprünglich gab es dort auch andere Einrichtungsgegenstände, die aber Anfang des 20. Jahrhunderts verkauft wurden. Hinter dem Altar stach ein großes Polyptichon hervor, das 1462 von Benedetto Bembo bemalt worden war. In der Mitte war die „Madonna auf dem Thron mit dem Kind, umgeben von Engeln“ dargestellt und an den Seiten die Heiligen Antonius der Große, Nikomedes, Katharina und Petrus von Verona. Auf der linken Seite war die kleine Holztribüne aus der Zeit um 1475 eingebaut, die vermutlich Arduino da Baiso aus zwei Wänden mit Paneelen, die mit Formellen, ähnlich denen der Camera d'Oro, geschaffen hatte. Sie war von innen durch den angrenzenden Jupitersaal erreichbar. Die vermutlich im Laufe des 19. Jahrhunderts rekonstruierte Anlage erlaubte den Burgbewohnern, an religiösen Veranstaltungen teilzunehmen, ohne gesehen zu werden. Die beiden Werke, die bei einer Versteigerung 1914 nicht verkauft wurden, wurden zunächst einige Jahre lang in Florenz im Palazzo Davanzati untergebracht und dann nach einigen Besitzerwechseln von der Stadt Mailand erworben, um schließlich in der Pinakothek des Castello Sforzesco ausgestellt zu werden, wo sie sich heute noch befinden.

### Räume im Erdgeschoss

#### Jupitersaal

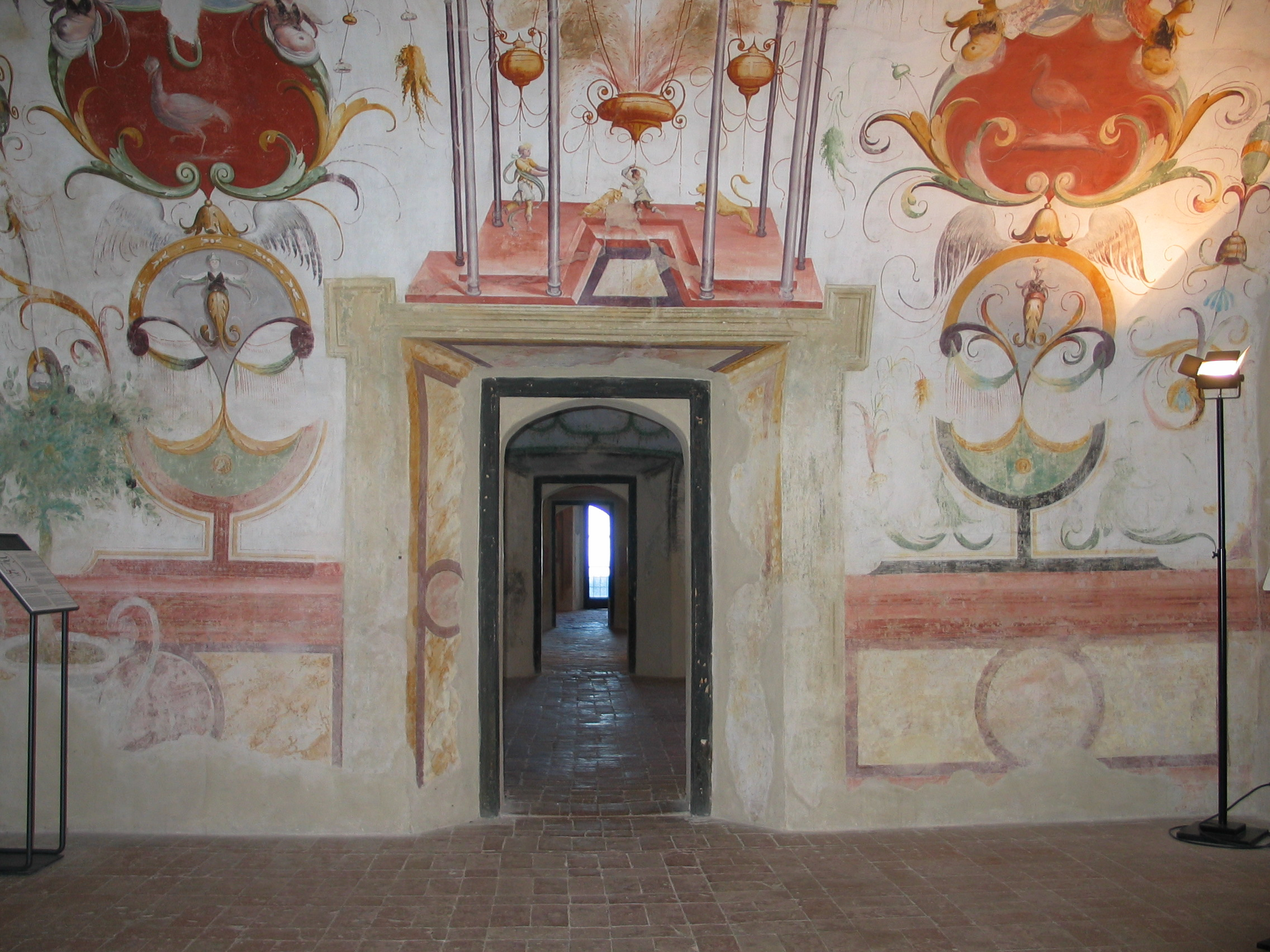
Jupitersaal

Anschließend an das Nikomedes-Oratorium zeigen zur östlichen Vorhalle die drei „Tagessäle“ hin, die für die Damen des Hofes zum Lesen, für die Stickerei und für die Musik gedacht waren. Die Namen der Räume sind auf die Themen der Groteskenfresken zurückzuführen, die die Gewölbe zieren; sie wurden von Cesare Baglioni und Helfern um 1584 geschaffen, zusammen mit den anderen Räumen des Erdgeschosses mit Ausnahme des Velariumssaals, der 1575 ausgemalt wurde.
Der erste Saal, der im Süden mit der Kapelle, im Südosten mit den Gefängnissen und im Norden mit dem Pergolasaal verbunden ist, hat eine Tonnengewölbedecke, in deren Mitte ein Oval mit gemischtlinigem Rahmen liegt, in dem neben einem Adler Jupiter auf einer Wolke dargestellt ist, wie er gerade einen Blitz schleudern will.
Der Rest der Decke und die breiten, daran anschließenden Lünetten sind reich mit symmetrischen Groteskenfresken von Cesare Bagloni und Innocenzo Martini dekoriert, auf denen mit leuchtenden Farben auf weißem Hintergrund hohe Tempel mit Kohlenbecken, Bukranien, Sphinx, Nymphen, Vasen, Vögel, Füllhörner, Ädikulä, ineinander verschlungene Äste, Arabesken, Bänder, fantastische Tiere und verschiedene, weibliche Figuren abgebildet sind. Davon unterscheidet sich die östliche Wand, die mit einem Gemälde, auf dem ein pflanzliches Gerüst auf himmelblauem Hintergrund dargestellt ist, das als Stütze für zahlreiche Spezies von Vögeln dient.

#### Pergolasaal

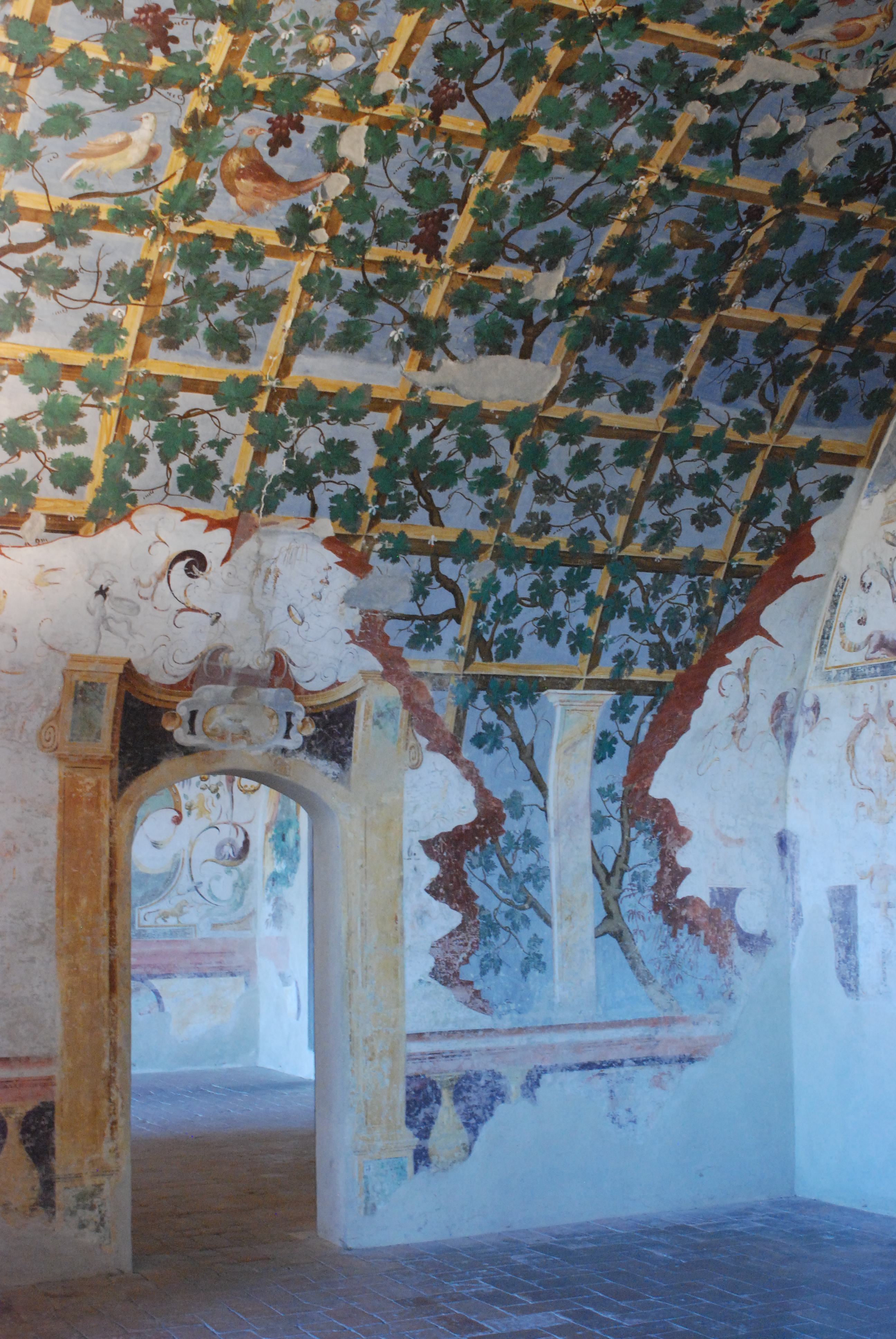
Pergolasaal

Der zweite Saal, der in der Mitte des Ostflügels liegt, hat eine Tonnengewölbedecke, die fast vollständig mit einem Trompe-l’œil-Fresko bedeckt ist, auf dem eine Pergola dargestellt ist, die die auf dem Umriss dargestellten Grotesken unregelmäßig unterbricht. Das Gemälde setzt sich auch auf den großen Lünetten an den beiden Wänden fort.
Auf den dichten, quadratischen Maschen der hölzernen Pergola, die von Pfeilern gestützt wird, verflechten sich die Triebe der Weinreben, reich an Trauben. Auf dem himmelblauen Hintergrund fliegen zahlreiche Vögel unterschiedlicher Spezies, von denen einige nicht einheimisch sind. Am Rand stellen die Grotesken auf weißem Hintergrund, gebrochen durch das Trompe-l'œil, Sphinx, Vasen und weibliche und mythologische Figuren dar, darunter Mars und Venus.
An den Wänden sind dagegen Fantasielandschaften mit Ruinen, Pflanzen und zerbrochene Mauern dargestellt, wodurch mit größtmöglichem Wirkung der Eindruck der Beschädigung der Mauern des Saales erreicht wird.

#### Landschaftssaal

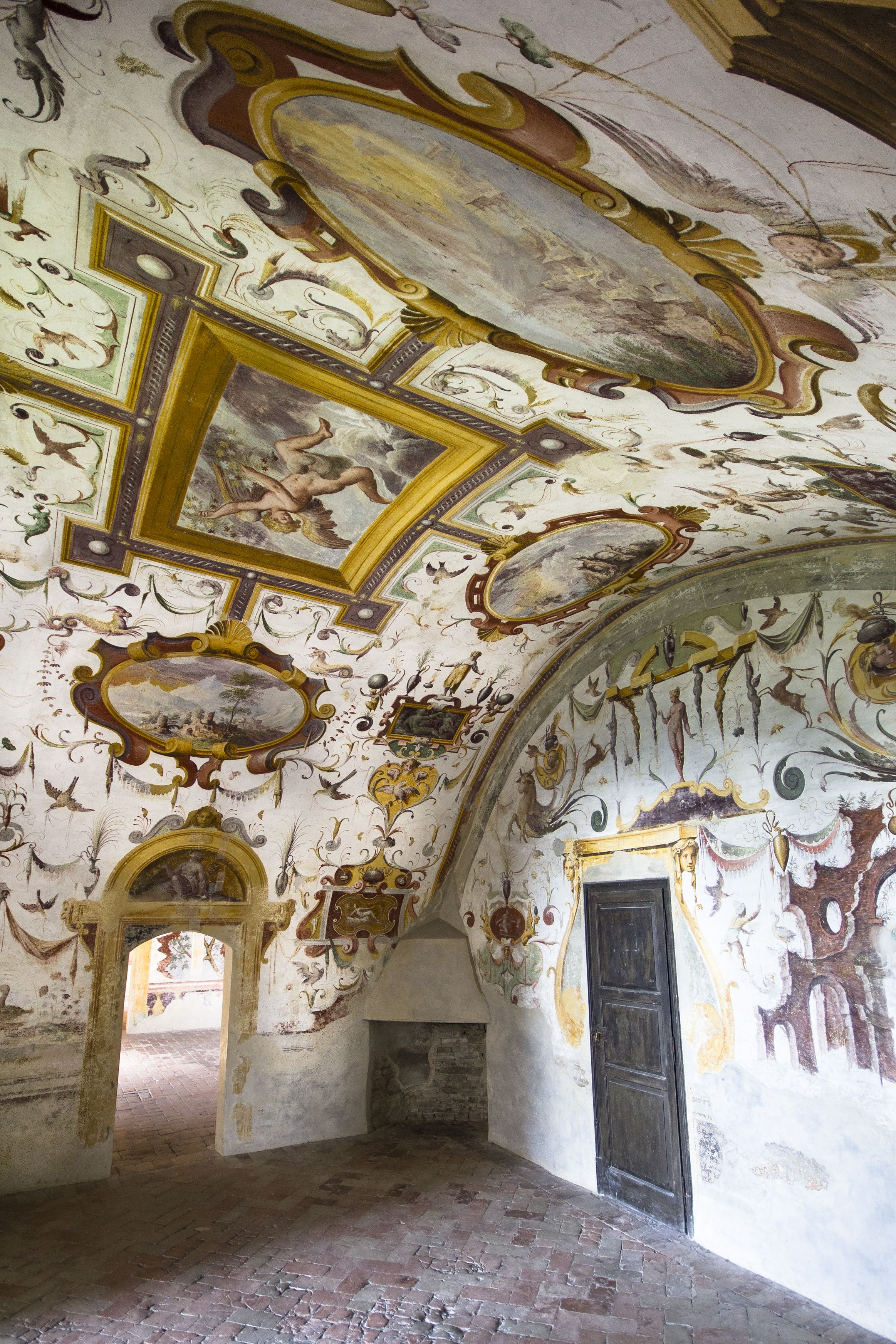
Landschaftssaal

Der dritte Saal des Ostflügels hat ebenfalls eine Tonnengewölbedecke, in deren Mitte ein gerahmtes Rechteck heraussticht, das ein großes Putto im Flug zwischen den Wolken mit zwei Sträußen von Landblumen enthält. Auf den vier Seiten heben sich darüber hinaus Ovale ab, auf denen Ruinen vor dem Hintergrund von Fantasielandschaften mit Brücken, Wasserläufen, Bäumen und hohen Bergen abgebildet sind.
Die symmetrischen Fresken mit Grotesken, die sich über die Decke und die Wände erstrecken, zeigen in leuchtenden Farben auf weißem Hintergrund Arabesken, weibliche Figuren, fantastische Tiere und im Inneren von Kameen Kämpfe zwischen Kriegern und mythologische Figuren.

#### Siegessaal

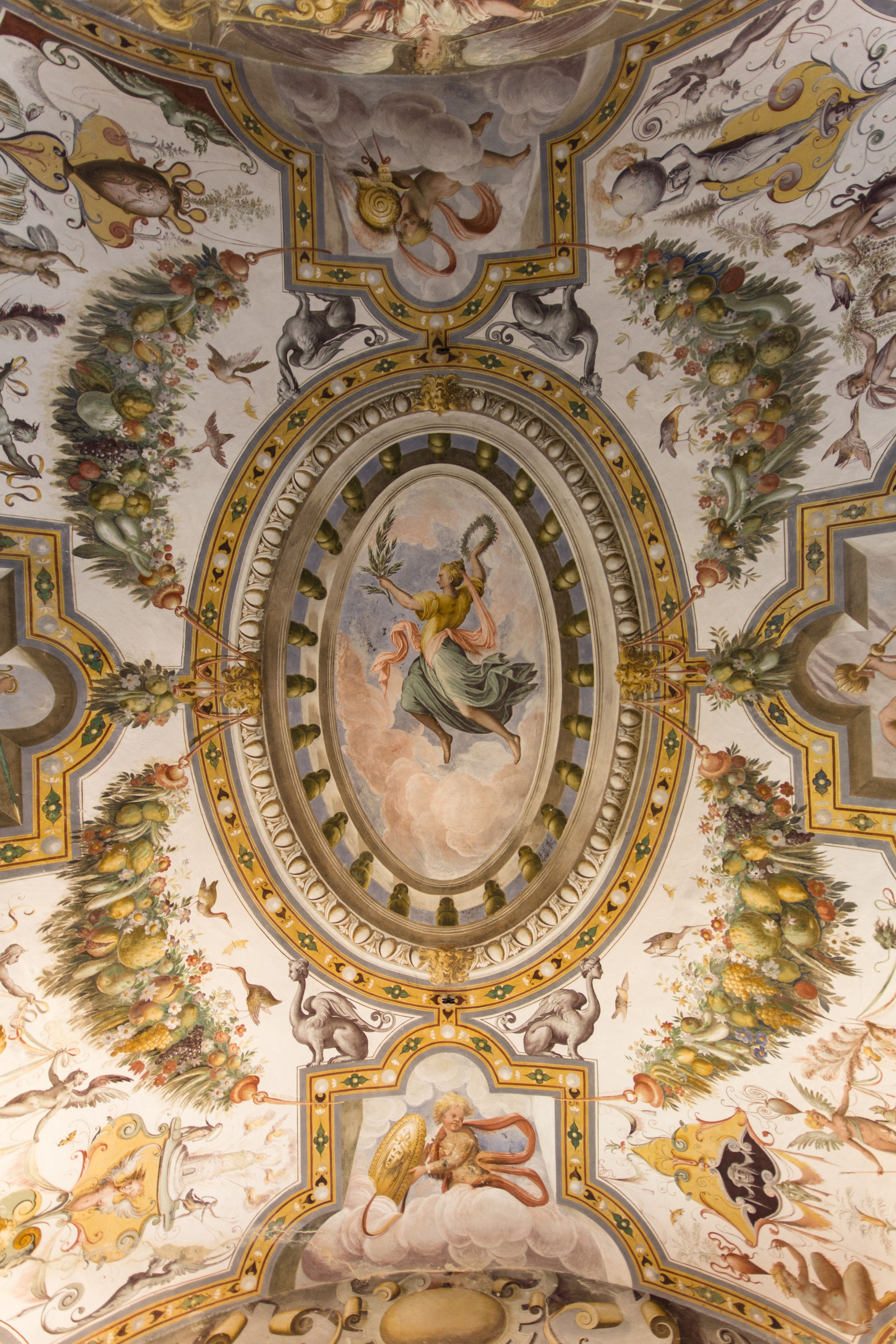
Deckengewölbe des Siegessaales

Der bedeutende Raum, der im Erdgeschoss des Turms mit der Camera d'Oro liegt, war vermutlich ursprünglich der Speisesaal, da er mit den beiden Diensträumen verbunden ist, die zur Küche der Burg führen.
Der Saal hat eine breite Tonnengewölbedecke, in deren Mitte ein großes Oval mit doppeltem Rahmen angebracht ist, das neben einer falschen Balustrade, die von Säulen gestützt wird, eine Siegesgöttin im Flug zwischen den Wolken enthält. Die Göttin hält einen Lorbeerkranz und einen Olivenzweig in den Händen, allegorische Zeichen des irdischen Ruhms, bzw. des Friedens zwischen Gott und den Menschen, was vermutlich auf den Schutz durch den Papst und den Kaiser des Heiligen Römischen Reiches hinweisen soll.
An der Decke und an den Wänden dehnt sich die reiche und feierliche Dekoration von Grotesken aus. Im Oval in der Mitte finden sich vier große Girlanden mit Früchten und Blumen, auf denen sich Vögel im Flug niederlassen. An den vier Seiten schließen darüber hinaus gemischtlinige Rahmen Putten im Flug zwischen den Wolken mit Schwert, Helm, Keule und Schild ein. An den Ecken finden sich vier große Sphinx, flankiert von mythologischen und fantastischen Figuren.
Über der Eingangstüre zum Landschaftssaal sticht in der breiten Lünette die Abbildung der Fama hervor, die auf einer Muschel zwischen angeketteten Gefangenen sitzend eine dünne Trompete spielt, um den Sieg anzukündigen.
An den Seiten der Fenster an der Vorderwand befinden sich die beiden großen Wappen des Kaisers Rudolf II. und des Papstes Gregor XIII., die die zeitlich begrenzte Macht, bzw. die spirituelle Macht, symbolisieren.
Der Raum beherbergt schließlich einen offenen Kamin aus dem 16. Jahrhundert, auf dessen Kappe eine Landschaft gemalt ist.

#### Engelssaal

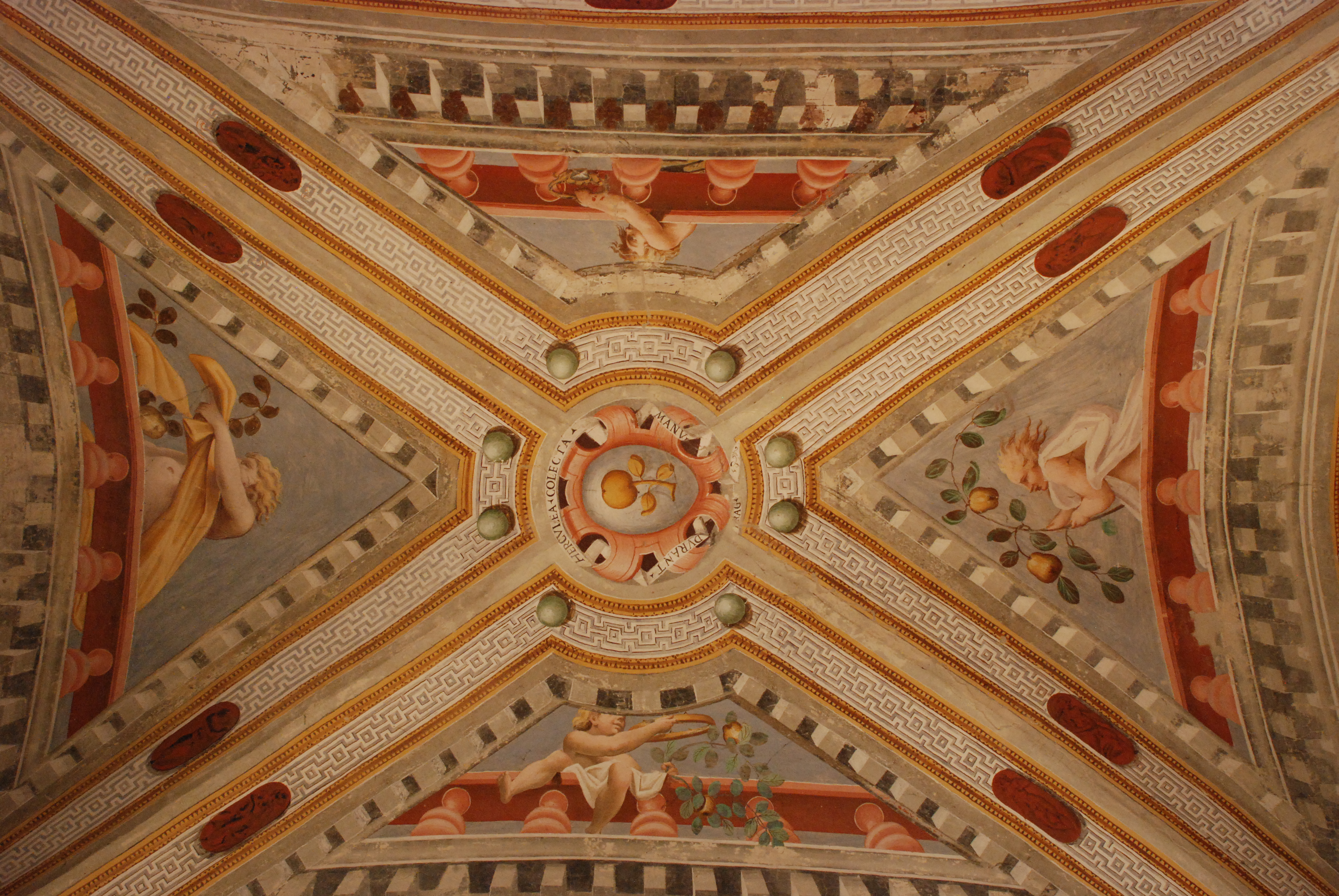
Gewölbe im Engelssaal

Der Siegessaal ist mit den beiden Diensträumen verbunden, die im Erdgeschoss des vorspringenden Vorbaus des Turms liegen, in dem sich die Camera d'Oro befindet. Die Räume, der erste mit dem östlichen Wall verbunden, auf dem einst ein Garten angelegt war, der zweite mit der Küche und somit zur Vorbereitung der Speisen gedacht, waren von Cesare Baglioni reich mit Fresken dekoriert, die die Familie Sforza di Santa Fiora rühmten.
Der erste Raum hat eine Kreuzgewölbedecke, verziert mit Gemälden, auf denen vier Cherubim, einer in jedem Segment, abgebildet sind, die fälschlicherweise als Engel definiert werden, obwohl sie keine Flügel haben. Die Figuren, die auf Balustraden ruhen, halten drei Quittenzweige, einen Diamantring und eine Grafenkrone in den Händen.
Die Segel sind durch breite, reich dekorierte Rahmen getrennt, die in einer Kartusche als Schlussstein mit der Inschrift „Herculea colecta durant manu fragantia (dt.: Die tapferen Taten der Sforzas verströmen noch immer Duft)“ zusammenlaufen. In der Mitte sticht ein weiterer Quittenzweig hervor, zusammen mit dem Löwen ein Symbol der Sforzas di Santa Fiora.
Die Lünetten an den Wänden sind mit Fresken dekoriert, auf denen perspektivisch eine umlaufende Balustrade aus Marmor, unterbrochen von reich dekorierten Stützpfeilern, abgebildet ist. Darunter stechen einige exotische Vögel heraus, darunter Pfauen und Papageien, und in der Mitte vier große Kartuschen, in denen die Wappen der Sforzas und der mit ihnen verwandten Familien abgebildet sind.

#### Velariumssaal
Der zweite Raum hat ebenfalls eine Kreuzgewölbedecke, verziert mit Fresken, auf denen in der Mitte ein Velarium abgebildet ist, das in konzentrischen Kreisen gemalt ist. In den seitlichen Keilen, getrennt durch ineinander verschlungene Zweige, stechen in der Mitte zwischen kleinen Vögeln im Flug vier Kartuschen heraus, die von mythologischen Figuren flankiert sind.
Die Lünetten an den Wänden sind mit Fresken verziert, auf denen perspektivisch eine umlaufende Balustrade, unterbrochen von reich dekorierten Stützpfeilern, abgebildet ist. Darunter stechen in der Mitte vier große Vasen heraus, die mit den Wappen der der Sforzas und der mit ihnen verwandten Familien dekoriert sind: Die Nobili di Montepulciano, die österreichischen Habsburger und die Farneses.

#### Küche
Die Küche, die im Erdgeschoss in der Nordostecke liegt, ist mit dem Velariumssaal im Süden, mit den Speisekammern im Norden, mit dem nördlichen Wall im Westen, der ursprünglich als Obstgarten genutzt wurde, und über die Treppe im Osten mit einer zweiten Küche im Untergeschoss und mit den Quartieren der Bediensteten im Obergeschoss verbunden.
Der rustikale Raum enthält einen großen, steinernen Kamin, den Herd mit den Öfen, sowie den Speisenwärmer und die in die Mauer eingebaute Spüle mit einer schiefen Ebene, damit das Wasser ablaufen kann.

#### Wappensaal

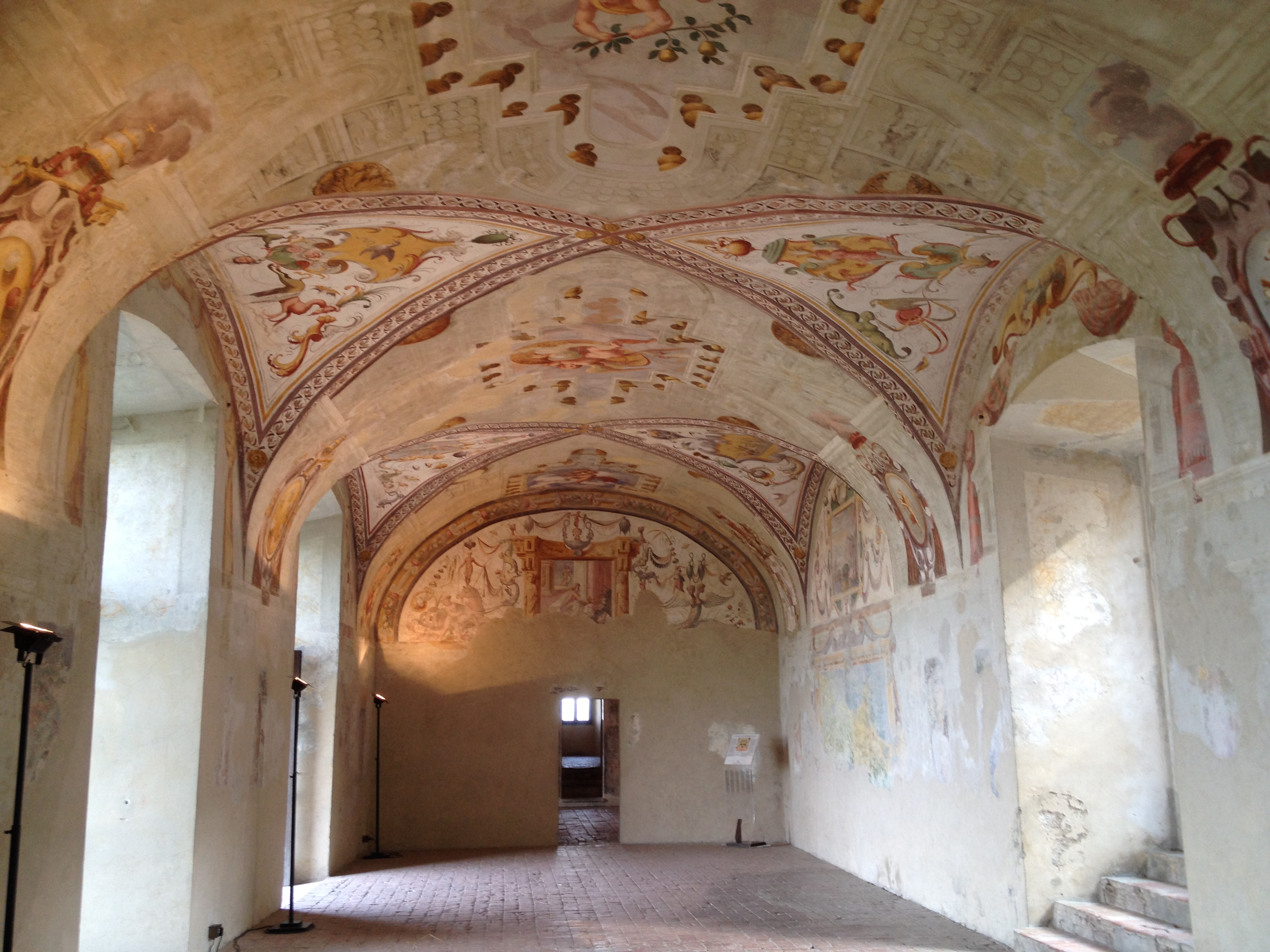
Wappensaal

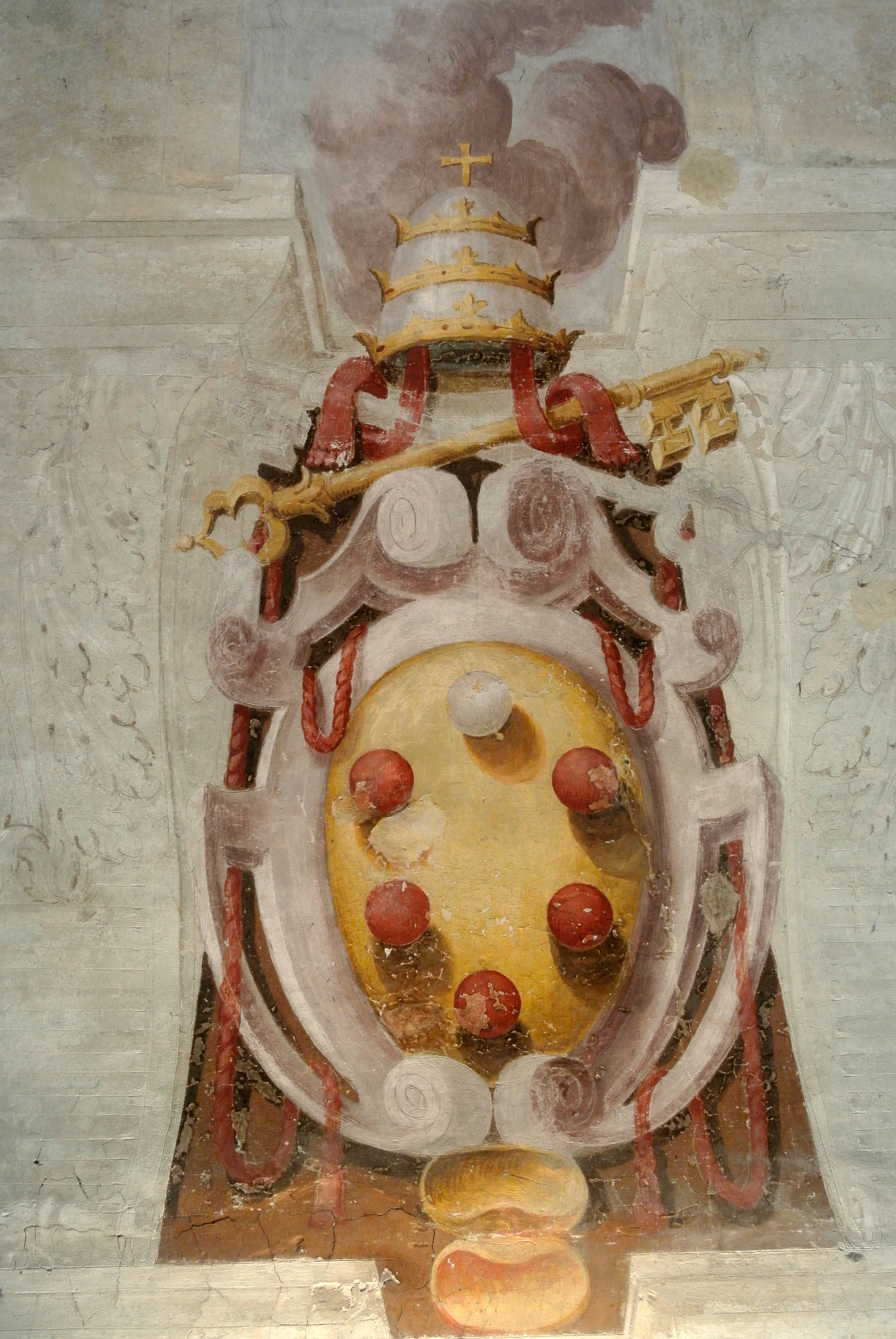
Das Wappen Papst Pius IV. Medici im Wappensaal

Der große Saal erstreckt sich im Nordflügel zwischen dem Turm der Camera d'Oro und dem Löwenturm. Der Raum, der ursprünglich als Repräsentationssaal diente, öffnet sich durch ein Portal in der Mitte zum Ehrenhof hin und durch drei symmetrische Fenstertüren zum nördlichen Wall.
Der Raum hat eine Tonnengewölbedecke mit Lünetten entsprechend den drei Öffnungen. Wände und Decke sind vollständig mit Fresken verziert, die vermutlich Giovanni Antonio Paganino erstellt hat, der öfters mit Cesare Baglioni zusammengearbeitet hat.
Die Decke zeigt vier große Gemälde mit gemischtlinigen Rahmen, gestützt von einer Fantasiearchitektur mit perspektivisch verkürzten Kolonnaden. In der Mitte hebt sich zwischen den Wolken, hinter der umlaufenden Balustrade, eine geflügelte Putte mit Waffe und Schild ab.
Die Lünetten des Gewölbes und der Wände sind mit Grotesken verziert. Unter den zahlreichen dargestellten Figuren bemerkt man einige Szenen mit stark ironischen Themen, darunter einen Jungen, der einen Widder reitet, und ein kleines Theater mit einem ärmlichen Musiker und einem Zwerg mit Bart.
Neben dem Portal in der Südwand sind in der Mitte breiter, gerahmter Gemälde zwei große Landkarten italienischer Regionen abgebildet.
Der Saal ist durch acht große Wappen an den Seiten gekennzeichnet. In der östlichen Hälfte finden sich die Wappen der Sforzas di Sante Fiora: Das erste, reich an Insignien der mit ihnen verwandten Familien, ist vom Orden vom Goldenen Vlies umgeben. Das zweite bezieht sich auf den Kardinal Guido Ascanio Sforza di Santa Fiora, während das dritte das eines anderen bedeutenden Geistlichen der Familie darstellt. Das vierte ist inzwischen verschwunden. In der westlichen Hälfte finden sich dagegen die Embleme von vier Päpsten, die für die Familie bedeutsam waren: Gregor XIII. Boncompagni, der Schwiegervater von Constanza, der Schwester des Auftraggebers Francesco, der von ebenjenen Papst Gregor zum Kardinal ernannt wurde; Paul III. Farnese, Urgroßvater von Francesco; Pius IV. Medici, verwandt mit den Sforzas durch Caterina, der Gattin von Giovanni di Pierfrancesco de’ Medici; Julius III. del Monte, Bruder der Urgroßmutter von Francesco.

#### Unterrichtssaal
Der Raum, der auch Saal der ‚‘Confraternita dei Vignaioli della Torrechiara‘‘ genannt wird, liegt unten im Löwenturm.
In dem Raum sind zu Unterrichtszwecken informative Illustrationen der Geschichte der Burg und ihrer Kunstwerke ausgestellt.

### Stall
Der Stall, der von der westlichen Vorhalle aus zugänglich ist, liegt unten im Lilienturm.
Der weite Raum, der zur Aufnahme von 10 Pferden gedacht ist, ist mit Flusskieseln gepflastert. Dort befinden sich an den Wänden die alten Futtertröge und die Tränken aus Holz.

### Säle im ersten Obergeschoss

#### Abendsaal

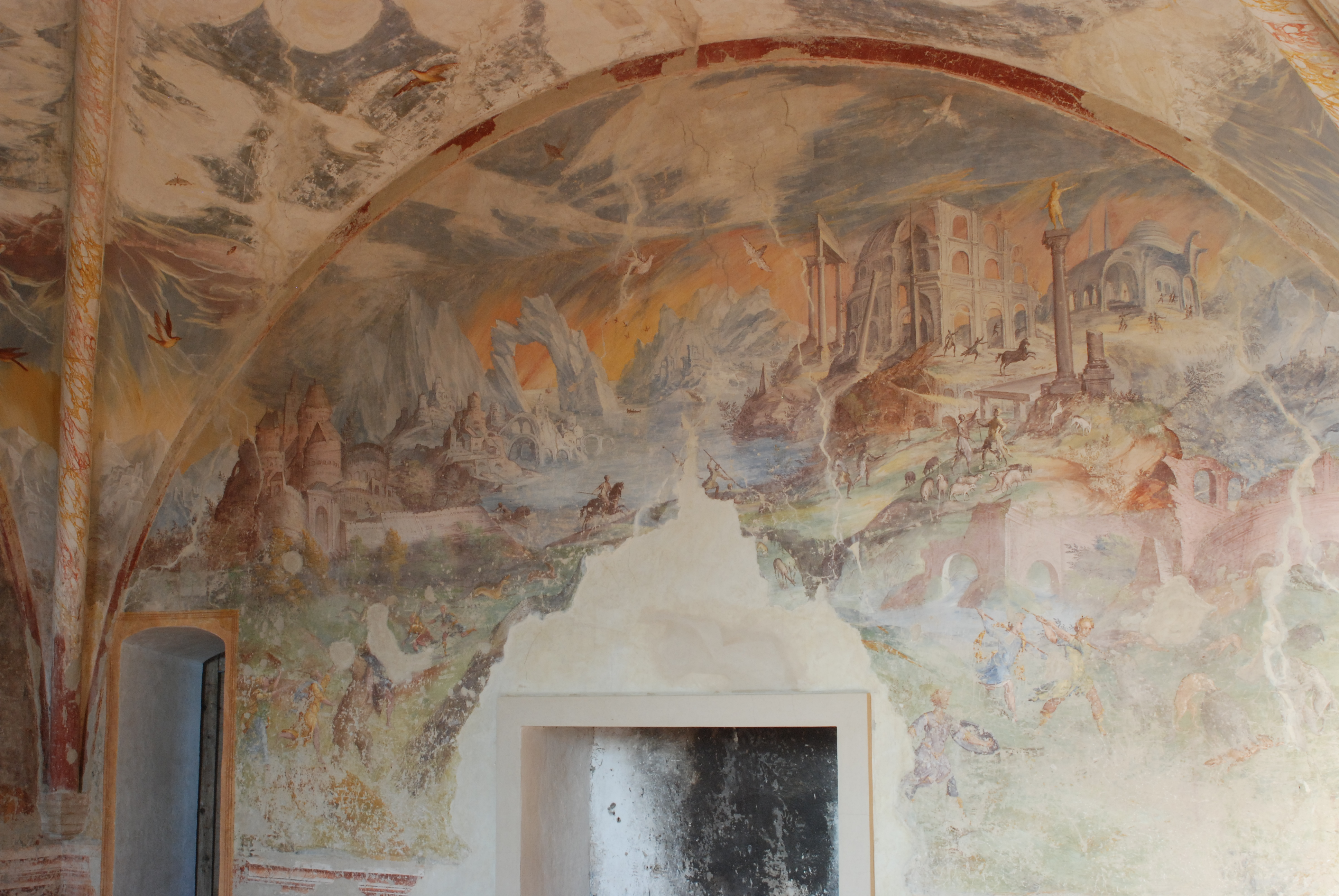
Abendsaal

Die Loggia im ersten Obergeschoss auf der Ostseite des Ehrenhofes vermittelt den Zugang zu vier Räumen, die wegen Fresken, die die Gewölbedecken und die Wände bedecken und von Cesare Baglioni geschaffen wurden, „Säle der Jagd und der Fischerei“ genannt werden. Die Gemälde, die untereinander sehr ähnlich sind, unterscheiden sich durch unterschiedliche Schattierungen des Himmels entsprechend den vier Tageszeiten.
Der komplette Zyklus, der speziell Ende des 16. Jahrhunderts anlässlich der Dekoration der Säle erstellt wurde und das hohe Nikomedes-Oratorium im gleichnamigen Turm in zwei Ebenen teilte, wurde Anfang des 19. Jahrhunderts durch den Einsturz des Dachbodens aus dem 16. Jahrhundert unterbrochen. Für etwa zwei Jahrhunderte blieb die Reihe der Säle ohne den letzten, den Abendsaal, wogegen die Kapelle mit doppelter Raumhöhe eine Decke hatte, die mit Fresken mit nicht religiösen Motiven bedeckt war. Bei der Restaurierung 2014 wurden die beiden Räume durch den Bau einer Zwischendecke erneut geteilt und die Öffnungen aus dem 16. Jahrhundert wiederhergestellt.

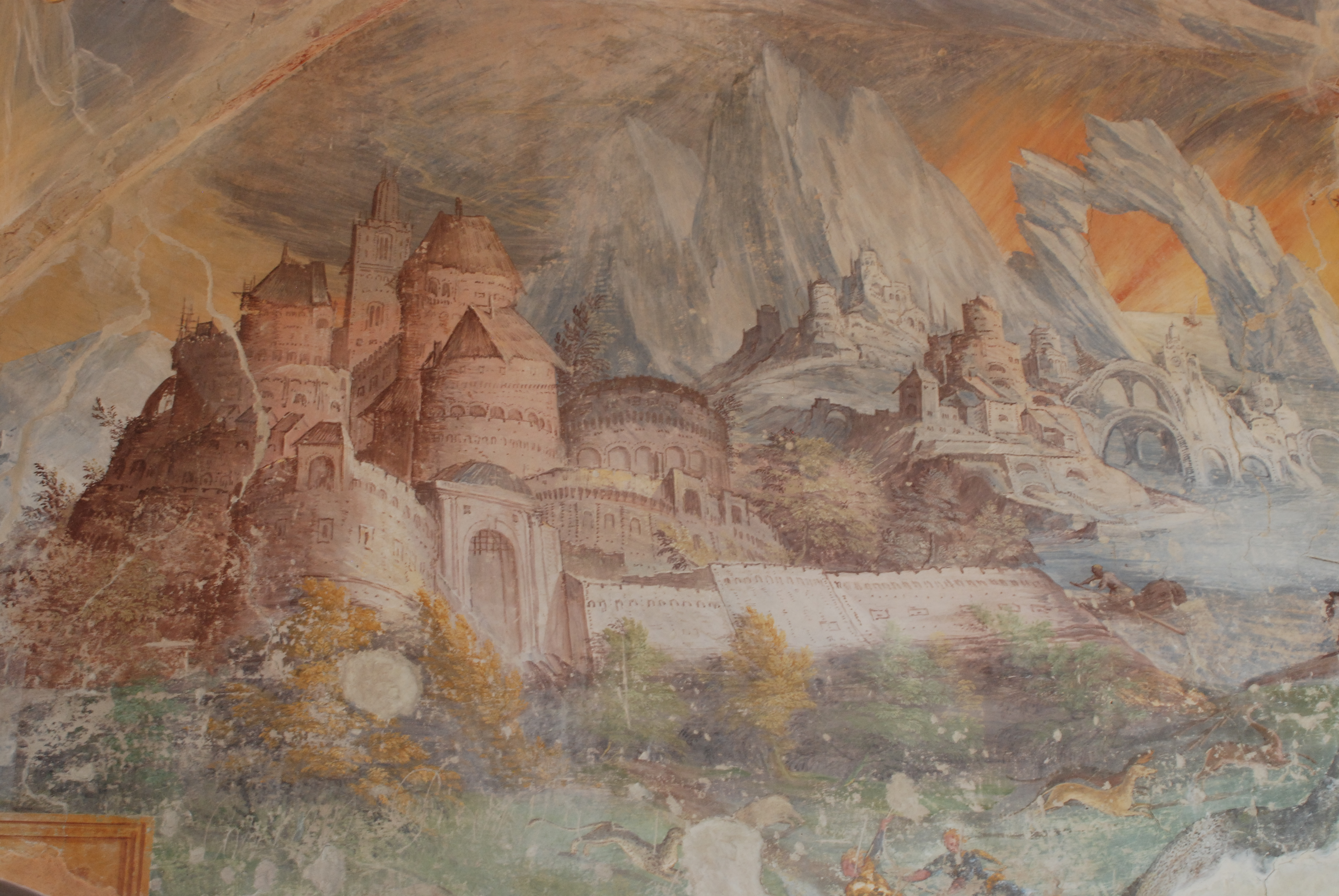
Eine der Burgen, die im Abendsaal abgebildet sind

Der Abendsaal, der erste Raum nach der Treppe aus der östlichen Vorhalle, der auf die Loggia hinauszeigt, hat eine Kreuzgewölbedecke mit Ogiven, die im Schlussstein zu einem Medaillon zusammenlaufen, das mit Lammkopf dekoriert ist, das einzige Zeugnis der religiösen Herkunft des Raums aus dem 15. Jahrhundert.
Die Decke ist vollständig mit Fresken verziert, auf denen ein dunkelblauer Himmel, durchzogen von dicken, weißen Wolken und zahlreichen Vögeln im Flug, dargestellt ist.
Die Malereien, die die großen Lünetten an der Wand bedecken, in denen sich das Gewölbe perfekt fortsetzt, sind Fantasielandschaften mit Jagdszenen, die zwischen Burgruinen, Brücken und Denkmälern stattfinden. Im Hintergrund erheben sich hohe, steile Berge von unwirklichem Anblick.
Der Saal öffnet sich zum Verbindungsraum mit der äußeren Loggia im Südosten durch ein Fenster, das während der Restaurierung neu geschaffen und mit Fresken in Fortsetzung mit den umgebenden Wänden dekoriert wurde. In dem Raum gibt es darüber hinaus einen offenen Kamin auf der Nordseite, der Ende des 19. Jahrhunderts verschlossen und 2014 wiederhergestellt wurde.

#### Vespersaal

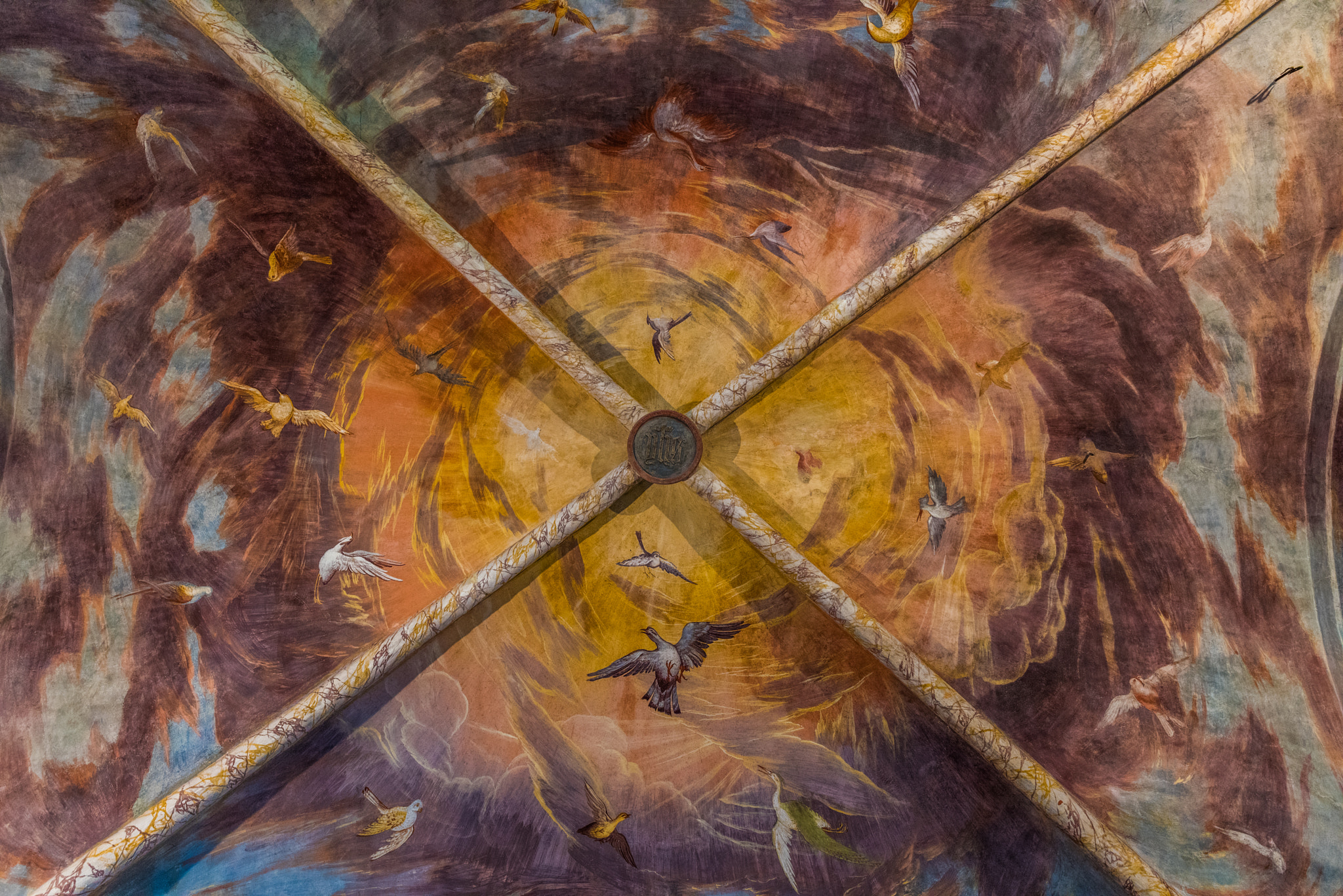
Deckengewölbe des Vespersaals

Der zweite Saal von Süden öffnet sich nicht nur zum Abendsaal und zum Mittagssaal auch zum Verbindungsraum mit der äußeren Loggia im Südosten, die in einem 270°-Winkel einen Überblick über das gesamte obere Parmatal bietet.
Der Raum hat ebenfalls eine Kreuzgewölbedecke mit Ogiven, die mit einem Fresko verziert ist, auf dem am Schlussstein die Sonne abgebildet ist, konzentrisch umgeben von allen Schattierungen des Sonnenuntergangs, von Gelb über Orange, Rot und Violett bis zu einem dunklen Violett an den Rändern. Am Himmel sind zahlreiche Vögel zwischen den Wolken gemalt.
Die Malereien, die die großen Lünetten an der Wand bedecken, in denen sich das Gewölbe perfekt fortsetzt, sind Fantasielandschaften mit Szenen der Jagd auf den Hirsch, den Hasen, das Wildschwein und exotische Tiere, die sich vor großartigen Burgen und Ruinen abspielt. Im Hintergrund erheben sich hohe, bewaldete Hügel und Berge mit scharfen Spitzen.

#### Mittagssaal

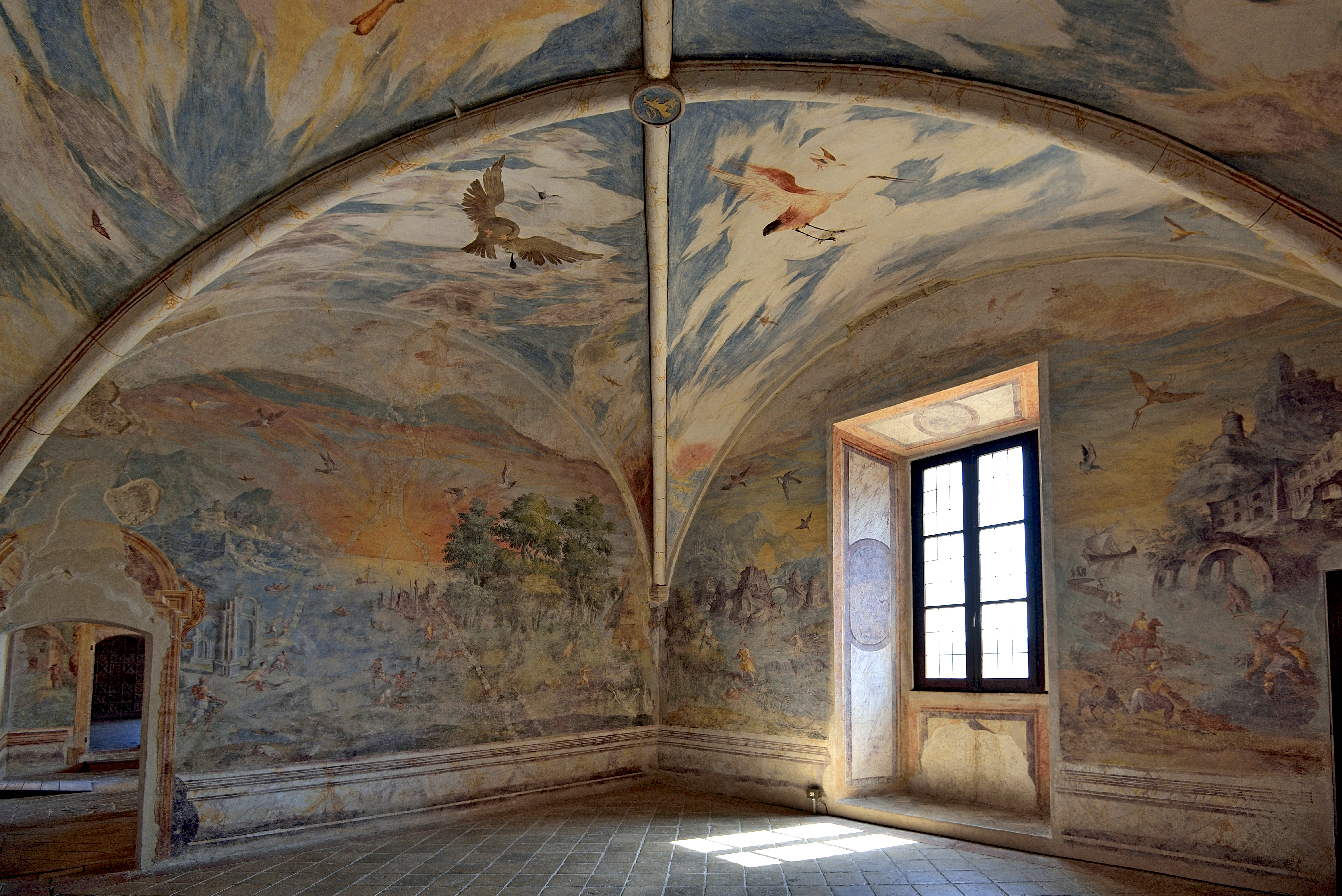
Mittagssaal

Der dritte Saal von Süden ist mit dem Vespersaal und dem Saal der Morgenröte verbunden.
Auch dieser Raum besitzt eine Kreuzgewölbedecke mit Ogiven, die im Schlussstein in einem Medaillon zusammenlaufen, das mit einem Löwen, dem Wappen der Rossis, verziert ist und die Veränderungen im 16. Jahrhundert überlebt hat. Die Decke ist mit einem Fresko verziert, auf dem ein blauer Himmel, durchzogen von großen, weißen Wolken, dargestellt ist. Darauf stechen einige Falken, Reiher, Pfauen und Kormorane im Flug heraus. Die Wolken zeigen einige Rosaschattierungen, wogegen die Sonne kurz vor ihrem Untergang an der westlichen Lünette dargestellt ist.
Die Malereien, die die großen Lünetten an der Wand bedecken, in denen sich das Gewölbe perfekt fortsetzt, sind Fantasielandschaften mit Szenen der Fischerei in den Flüssen, Seen und im Meer, die sich vor Ruinen und großartigen Burgen abspielt. Im Hintergrund erheben sich massige Berge mit scharfen Spitzen.

#### Morgenrötesaal
Der vierte und letzte Saal von Süden ist mit dem Mittagssaal und der Camera d’Oro verbunden.
Auch dieser letzte Raum hat eine Kreuzgewölbedecke mit Ogiven, die mit einem Fresko verziert ist, auf dem am Schlussstein die Sonne abgebildet ist, umgeben von einer gelb-rosafarbenen Halo und einer Reihe konzentrischer Wolken, die in den Farben Rosa, Azur, Blau und Violett gemalt sind, typisch für den Sonnenaufgang. Zwischen ihnen stechen zahlreiche Nachtvögel im Flug heraus, die wegfliegen, um Platz zu machen für die Vögel des Tages.
Die Malereien, die die großen Lünetten an der Wand bedecken, in denen sich das Gewölbe perfekt fortsetzt, sind teilweise unvollständig und zeigen Fantasielandschaften mit Szenen der Jagd auf Vögel, die im Morgennebel vor Ruinen stattfindet. Im Hintergrund erheben sich Berge mit scharfen Spitzen.

#### Camera d’Oro

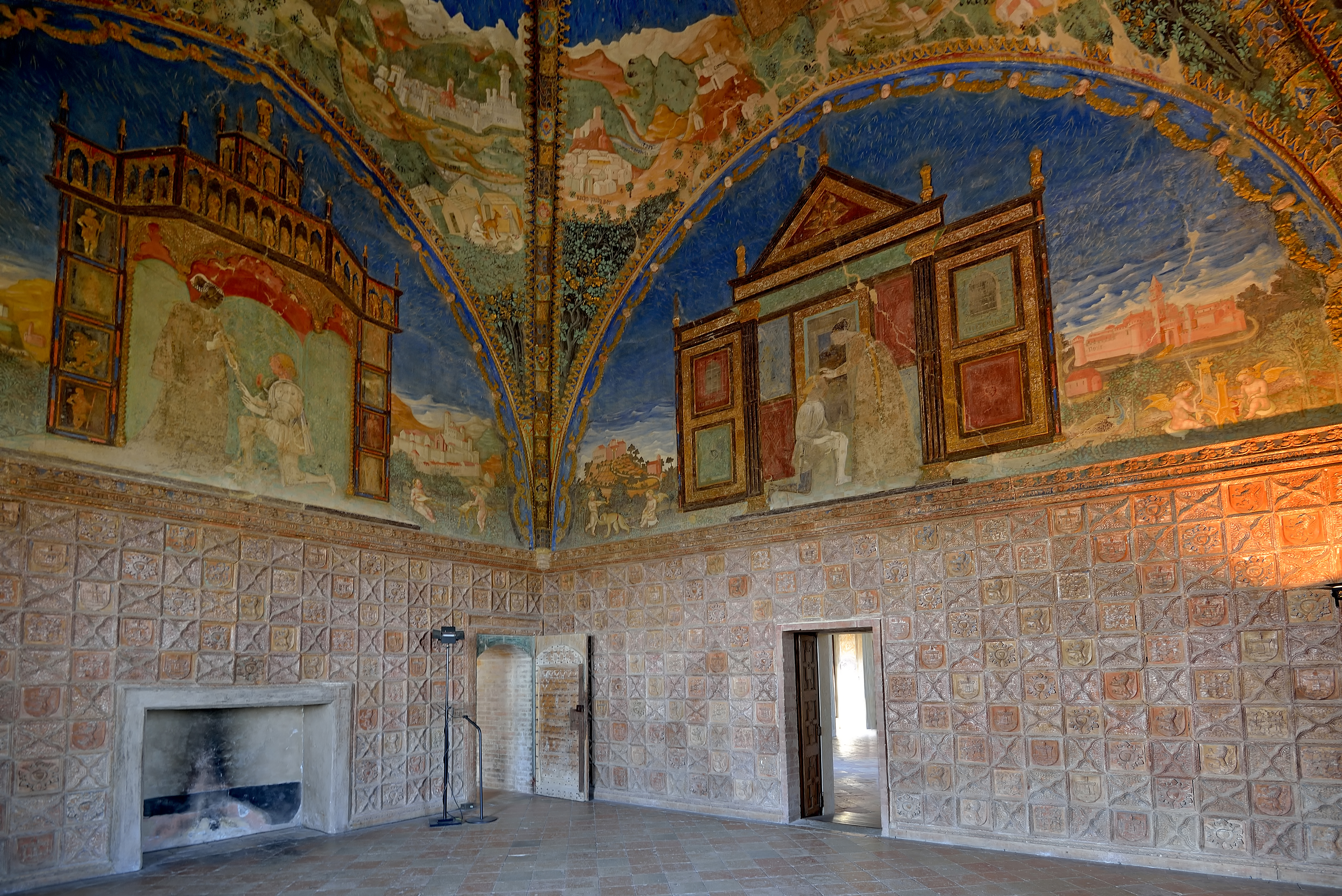
Camera d'Oro

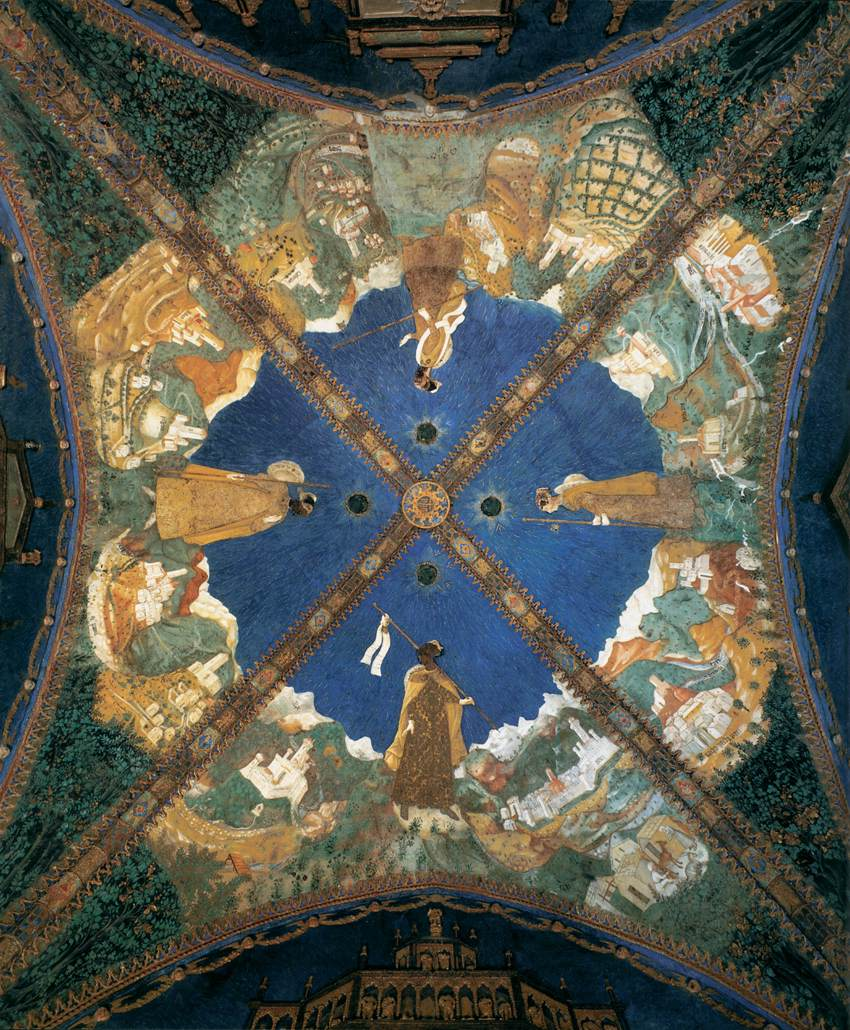
Deckengewölbe der Camera d'Oro

Die Camera d’Oro (dt.: Goldzimmer), die im ersten Obergeschoss des gleichnamigen Turms liegt, ist mit dem Morgenrötesaal und dem Gauklersaal verbunden.
Der Raum, der vermutlich als Schlafkammer und privates Studierzimmer von Pier Maria II. de’ Rossi gedacht war, ist wegen seines Freskenzyklus bekannt, den vermutlich Benedetto Bembo 1462 malte, auch wenn es keine sicheren Quellen gibt, weder über die Ausführungszeit noch über den Maler, den einige Gelehrte als Girolamo Bembo, den Bruder von Benedetto, andere als Francesco Tacconi identifizieren. Die Werke enthalten das einzige Beispiel in ganz Italien eines Zyklus mittelalterlicher Gemälde, die sich mit der Glorifizierung der Minne zwischen zwei real existierenden Personen befassen.
Die Wände des Raumes sind bis zum Ansatz des Kreuzgewölbes mit Formellen aus Terrakotta, verziert mit Reliefen und ursprünglich bedeckt mit Malereien und Verzierungen aus Blattgold verkleidet; letztere wurde 1910 von Pietro Cacciaguerra entfernt. Die Lünetten und die Decke sind mit stark symbolischen Fresken bemalt, die die Liebe zwischen Pier Maria II. de’ Rossi und seiner Geliebten, Bianca Pellegrini, feiern, was in den verschiedenen Szenen gezeigt wird, ebenso wie die große Macht des Grafen, unterstrichen von der realistischen Darstellung seiner zahlreichen Burgen in der Provinz Parma.
Von dem Studierzimmer, das zusammen mit der anderen Einrichtung Anfang des 20. Jahrhunderts in alle Winde zerstreut wurde, ist nur noch das kleine Fenster zur Loggia erhalten, das mit monochromen Fresken dekoriert ist.

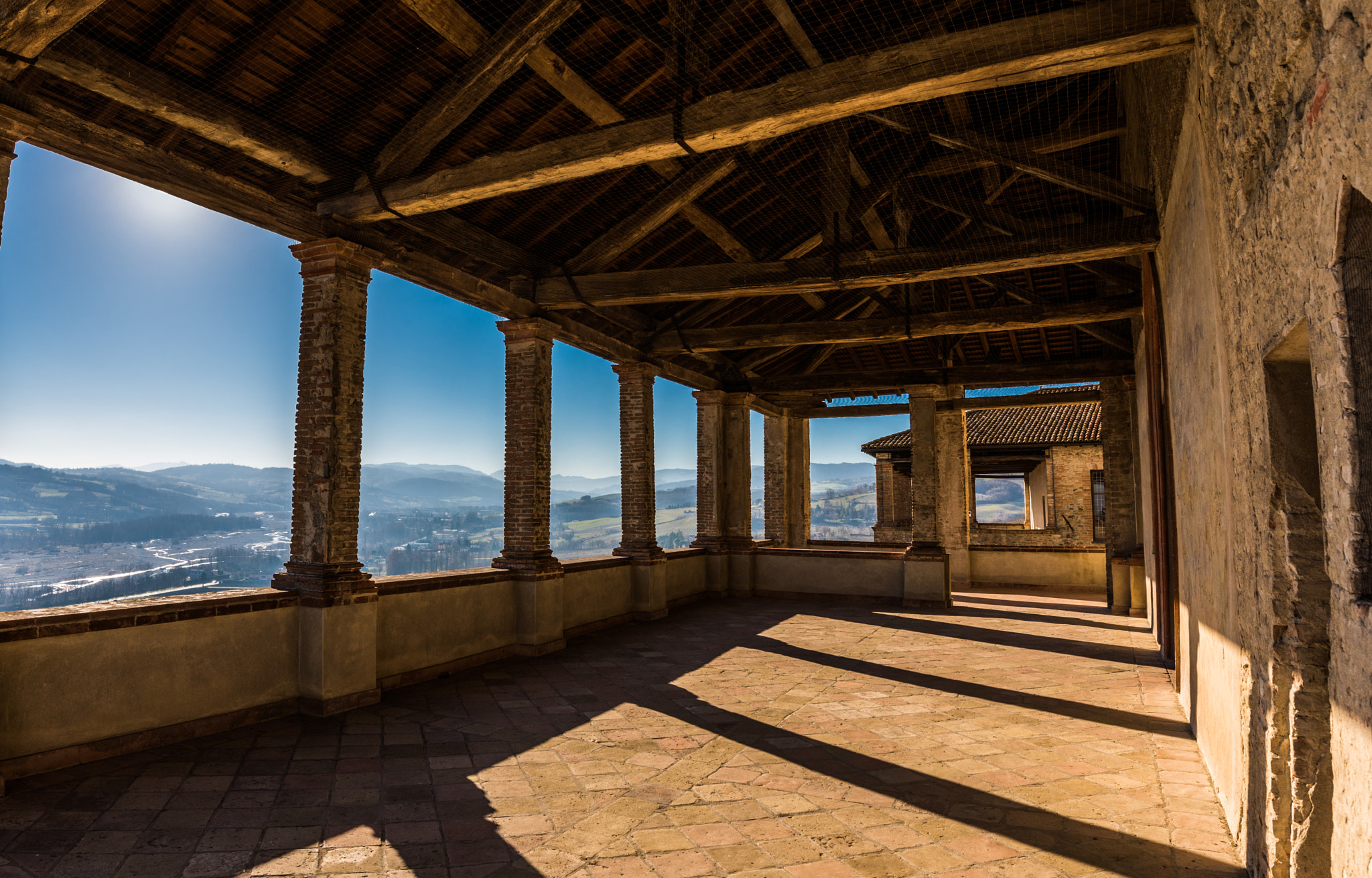
Loggia im Nordosten

Die Fenstertüre an der Ostwand führt über eine Treppe mit einigen Stufen zur Loggia im Nordosten hinaus, die symmetrisch zur vorstehenden Loggia am Nikomedes-Turm angebracht ist. Die breite Terrasse aus dem späten 16. Jahrhundert, die mit einem Dach versehen ist, das von einer Reihe von Pfeilern aus Mauerwerk am Umfang gestützt wird, bietet einen 270°-Rundblick auf das Parmatal und die Ebene im Norden.

#### Gauklersaal

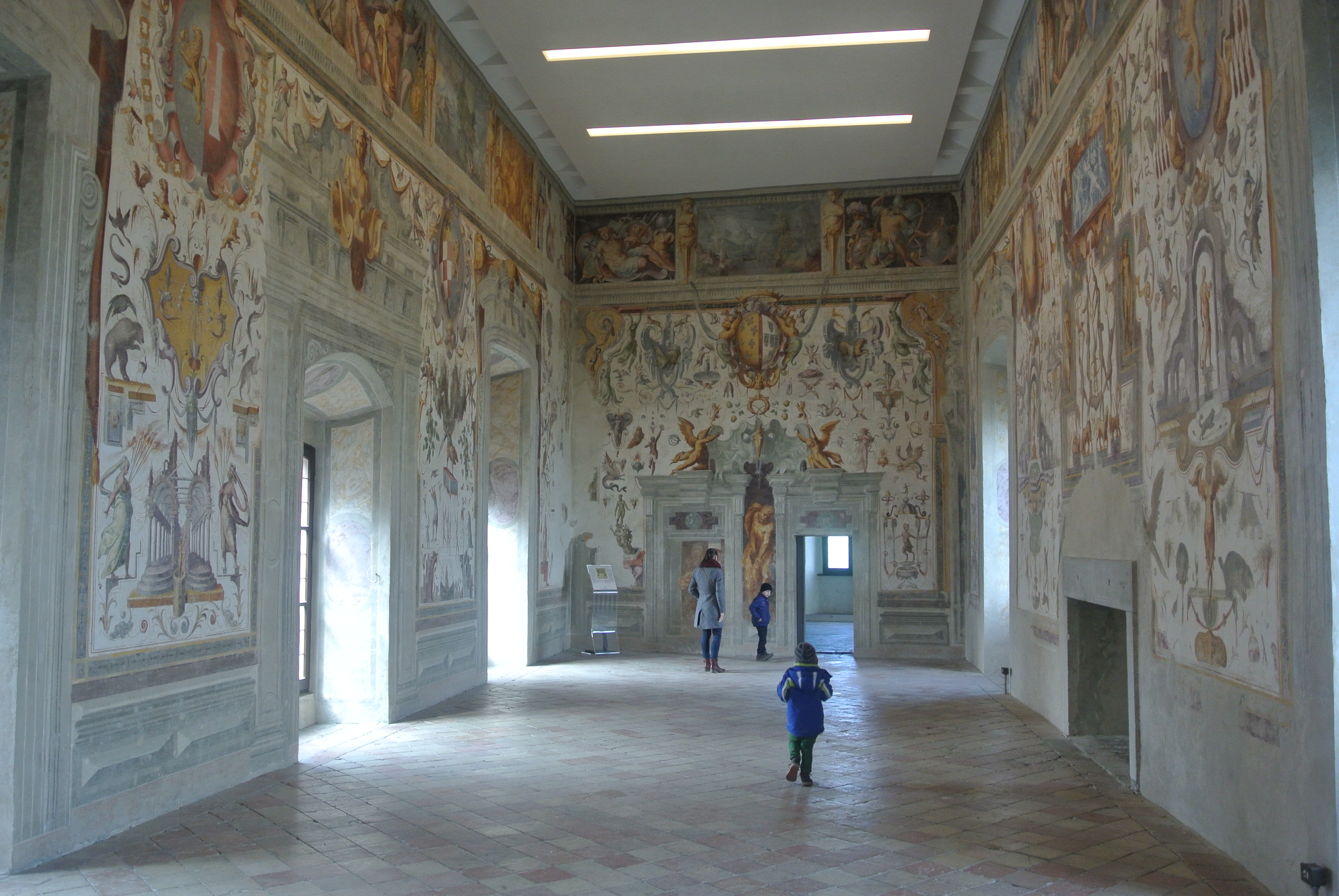
Gauklersaal

Der große Saal, den man direkt von der östlichen Loggia aus erreichen kann, erstreckt sich über den Nordflügel vom Turm der Camera d’Oro bis zum Löwenturm über dem Wappensaal. Der Raum hat drei Fenster zum Ehrenhof im Süden hin und zwei zum Wall im Norden hin.
Der Raum, der als Repräsentationssaal zur Überraschung der Gäste gedacht war, hat eine flache, kahle Decke, wogegen die Wände vollständig mit Fresken dekoriert sind, die in kurzer Zeit von Cesare Baglioni, Giovanni Antonio Paganino und vermutlich Innocenzo Martini geschaffen wurden, von denen sich jeder mit einem anderen Teil der Arbeit befasste. Während auf dem oberen Umfangsband ein reicher Fries, bestehend aus 20 Szenen, unterbrochen von Karyatiden besteht, ist der Rest der Wände mit Malereien von Grotesken bedeckt.
Die Fresken wurden im Gegensatz zu denen im Wappensaal, die die Familie feiern, zu dem Zweck ausgeführt, den Auftraggeber Francesco Sforza di Santa Fiora und ein Vetter aus dem Haus Farnese, Herzöge von Parma, zu glorifizieren.
Die kurzen Wände sind durch ein großes Wappen gekennzeichnet, das oben zwischen den Grotesken hervorsticht. Auf der Ostseite ist das Emblem des Herzogs Alessandro Farnese, umgeben vom Orden des Golden Vlieses, zu sehen, während sich auf der Westseite sich das des Sohnes Ranuccio I. Farnese, des Regenten anstelle seines Vaters, finden.

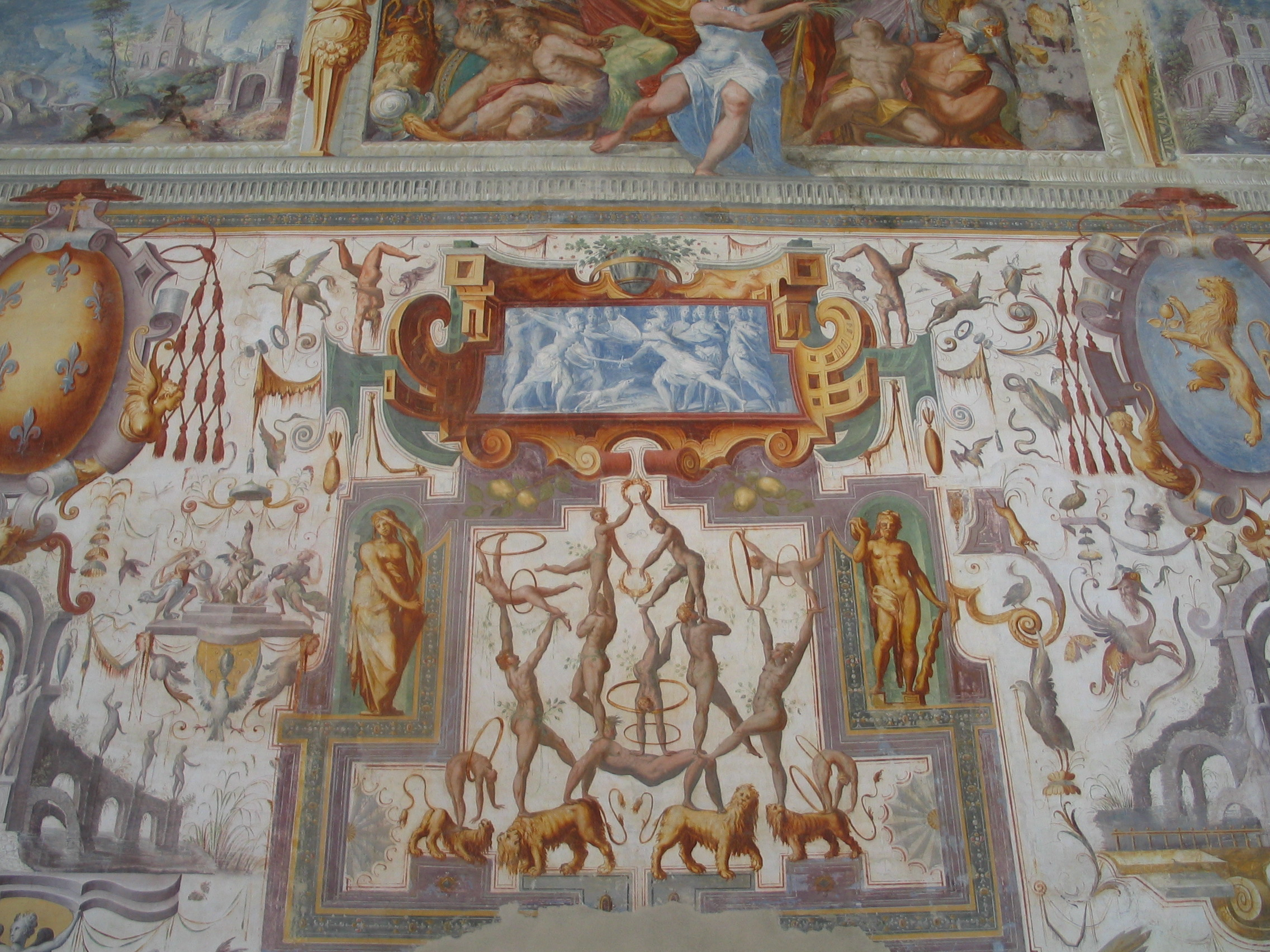
Fresken im Gauklersaal

Weitere vier Wappen stechen zwischen den Fenstern an den Längsseiten heraus. Von den beiden an der Südseite ist das erste, umgeben vom Orden des Goldenen Vlieses, in zwei Teile geteilt und enthält einen Löwen, das Zeichen für die Sforzas di Santa Fiora, und eine Säule, das Emblem der Fürsten Cesarini, das über ein Jahrhundert später hinzugefügt wurde, vermutlich anstelle des Zeichens von Sforza I. Sforza. Das zweite, vermutlich das Wappen von Francesco Sforza, ist ebenfalls in zwei Teile geteilt und enthält die Embleme der Sforzas und der ‚‘Nobili di Montepulciano‘‘. Von den zwei Wappen auf der Nordseite bezieht sich das erste auf den Kardinal Ferdinando Farnese, während das zweite das des Kardinals Francesco Sforza ist.
Die reichsten Grotesken, die in leuchtenden Farben auf weißem Hintergrund gemalt sind, zeigen Tempel, Vögel, Sphinx, Nymphen, Vasen, Ädikulä, Arabesken, Bänder, fantastische Tiere und verschiedene weibliche Figuren. Die bezeichnendste Szene, von der sich der Name des Saales ableitet, wird in der Mitte der Nordwand über dem Kamin gezeigt: Ein breiter, gemischtliniger Rahmen umgibt eine Gruppe von Jongleuren und Gauklern, die, über vier Löwen schwebend, eine menschliche Pyramide bilden.
Die Schmalseiten sind dagegen mit zwei falschen Türen dekoriert, die wegen der Symmetrie mit den realen dort aufgemalt wurden. Aus ihnen kommt auf der Ostseite eine Magd, die ein Becken trägt, und auf der Westseite ein Junge mit einem Tablett in der Hand.
Der Fries entlang der Wände ist aus einer Reihe von 20 Szenen zusammengesetzt, die von vergoldeten Karyatiden unterbrochen sind. Die je drei an den Schmalseiten zeigen in der Mitte Landschaften, an den Seiten Allegorien. Von den je sieben an den Längsseiten zeigen die in der Mitte die Familie Sforza di Santa Fiora allegorisch und triumphierend, die beiden anschließenden Landschaften, die beiden folgenden Schlachten und die beiden äußeren weitere Allegorien.

#### Saal des Löwenturms
Der Saal im ersten Obergeschoss des Löwenturms, der mit dem Gauklersaal und der Treppe der westlichen Vorhalle verbunden ist, enthält Rekonstruktionen der Camera d'Oro aus dem Jahre 1911 für die ethnografische Ausstellung in Rom, die zum 50. Jahrestag der Einigung Italiens abgehalten wurde. Die Kopie, die vom Architekten Lamberto Cusani geplant wurde, wurde von zahlreichen Künstlern, darunter den Malern Amadeo Bocchi und Daniele de Strobel, den Bildhauern Renato Brozzi und Emilio Trobara und dem Schnitzer Ferdinando dell'Argine, ausgeführt.

### Besucherrundgang

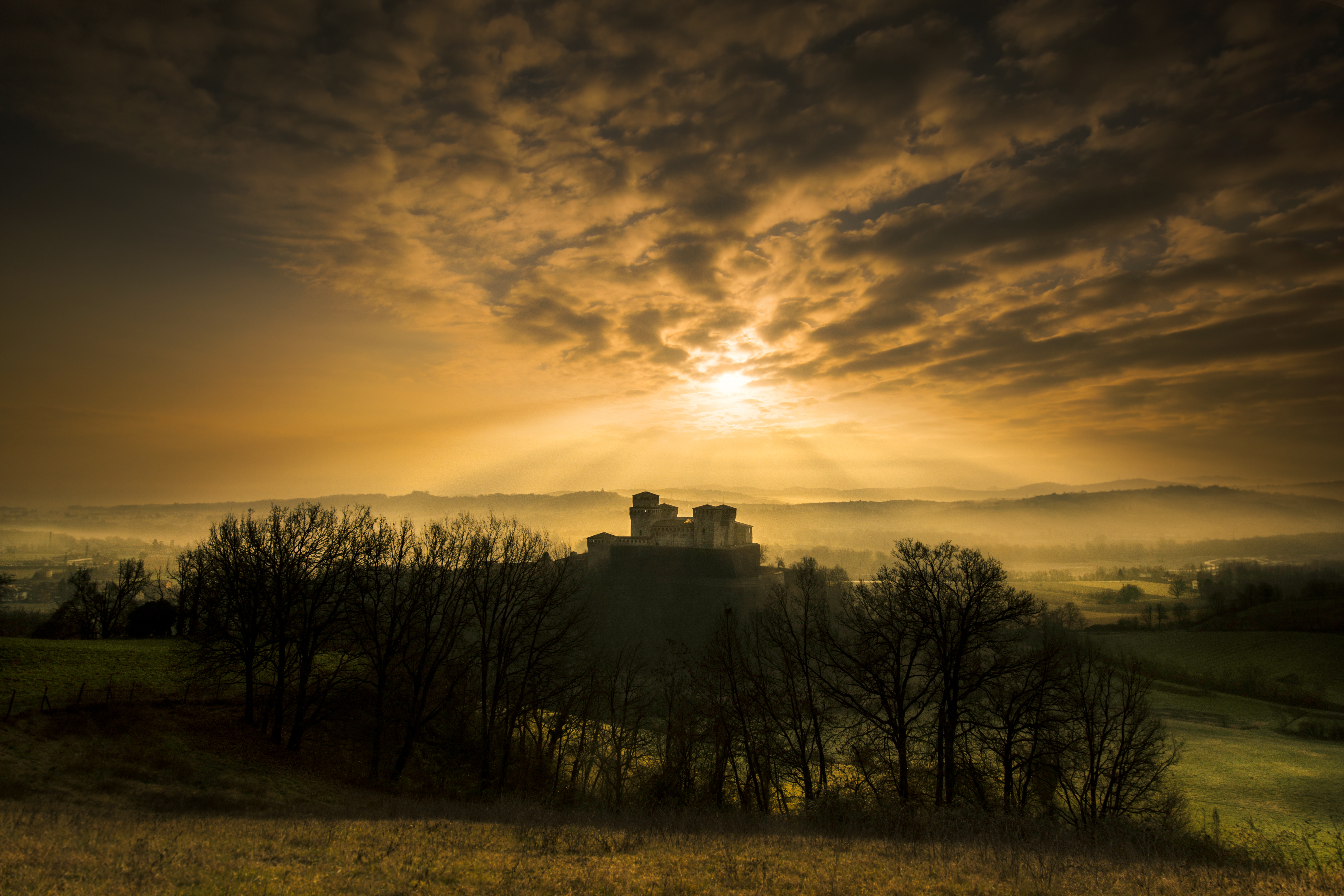
Die Burg bei Sonnenuntergang

Die Burg ist seit Beginn des 20. Jahrhunderts öffentlich zugänglich und gehört zu den Burgen der Associazione dei Castelli del Ducato di Parma, Piacenza e Pontremoli.
Zu besichtigen sind neben den Wällen und dem Ehrenhof das Nikomedes-Oratorium, die drei Tagessäle, der Siegessaal, die beiden Diensträume, die Küche, der Wappensaal, der Unterrichtssaal, der Stall, die östliche Loggia, die vier Säle der Jagd und der Fischerei, die Camera d'Oro, die beiden äußeren Loggien, der Gauklersaal, der Saal im Löwenturm und der Ravellinturm.

## Der angebliche Geist
Wie viele Burgen soll auch die von Torrechiara eine obskure Gestalt beherbergen. Der Legende nach treibt sich in Vollmondnächten in der Nähe des Rio delle Favole, der ursprünglichen Zufahrtsstraße zur Burg, der Geist von Pier Maria II. de' Rossi auf der Suche nach seiner Geliebten Bianca Pellegrini herum, wobei er das Motto „Nunc et semper“ (dt.: Jetzt und für immer) wiederholt. Nach einer anderen Version soll dagegen der Geist einer Gräfin, die zu einem unbekannten Zeitpunkt lebend in das Gebäude eingemauert wurde, in der Nähe des Gebäudes umherstreifen.

## Die Burg in Film und Fernsehen

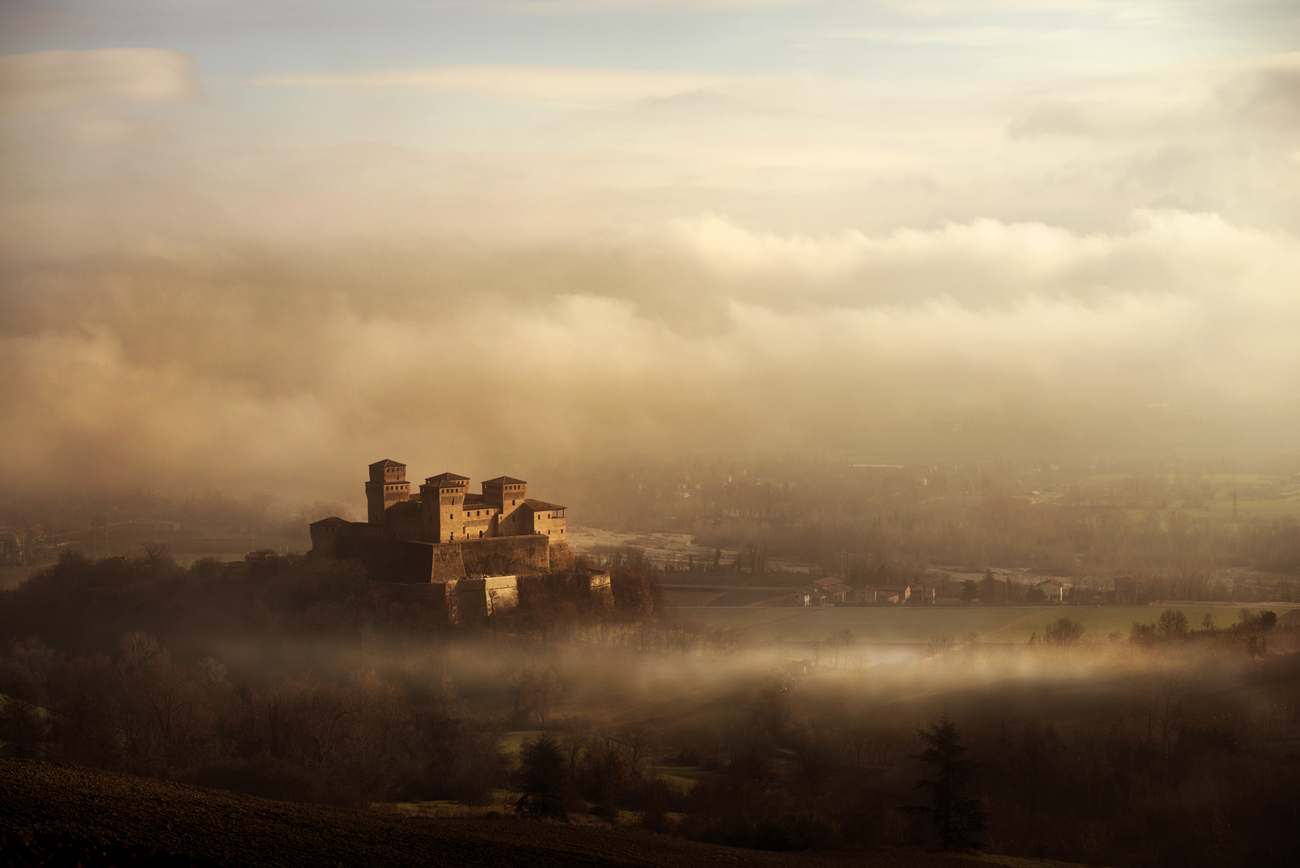
Die Burg über den Nebeln der Ebene

Die Burg diente im 20. und 21. Jahrhundert als Filmset für einzelne Szenen von Filmen und Fernsehsendungen, darunter:
- 1937 im Film Condottieri unter der Leitung von Luis Trenker;[65]
- 1981 im Film Die Tragödie eines lächerlichen Mannes unter der Leitung von Bernardo Bertolucci;[66]
- 1985 im Film Der Tag des Falken unter der Leitung von Richard Donner;[65][67]
- 1995 im Videoclip des Liedes Riguarda noi der Sängerin Giorgia;
- 2012 im Videoclip des Albums Yesterday, today des Sängers Umberto Tozzi;[68]
- 2012 in der Fernsehserie La Certosa di Parma unter der Leitung von Cinzia Th. Torrini;[69]
- 2014 in der französischen Fernsehserie Borgia unter der Leitung von Tom Fontana;[70]
- 2017 in der Folge mit dem Titel Castelli nel tempo der Fernsehserie Ulisse – Il piacere della scoperta nach der Konzeption und unter der Leitung von Alberto Angela.[71]

## Veranstaltungen
Jeden Sonntag kann man im Rahmen des interprovinziellen Projektes I Castelli delle Donne an in mittelalterlicher Kleidung geführten Touren mit dem Titel „Bianca e la Corona sospesa“ teilnehmen, wogegen jeden ersten Sonntag im Monat nachmittags eine animierte Führung mit dem Titel „Bianca Raccontami“ stattfindet.
Seit 1996 findet in den Monaten Juli und August im Ehrenhof der Burg ein musikalisches Treffen statt, das „Festival di Torrechiara 'Renata Tebaldi'“ genannt wird, das jedes Jahr bedeutende Künstler aus Italien und aus dem Ausland anzieht.
Zu den anderen Veranstaltungen, die jährlich in der Burg stattfinden, gehören der Termin „Due cuori e un castello“ in der Zeit um den Valentinstag und das Mittelalterfest „Giorno di Festa a Corte“ am 2. Juni.